# Três Lagoas
Três Lagoas é um município brasileiro localizado na região leste do estado de Mato Grosso do Sul, na divisa com o estado de São Paulo, sendo banhado por importantes cursos d’água, o que explica o nome da cidade. Fundado em 15 de junho de 1915 e emancipado pouco tempo depois, em 8 de agosto de 1915, a cidade é considerada uma das mais importantes do estado, especialmente no setor industrial e logístico. Com uma população estimada em 141.435 habitantes (2024), Três Lagoas é o 3º município mais populoso de Mato Grosso do Sul. Possui uma área total de 10.206,370 km², sendo 18,48 km² correspondente à área urbana. Está localizada a 339 km de Campo Grande, capital estadual, e a 864 km de Brasília, capital federal. Limita-se com os municípios sul-mato-grossenses de Água Clara, Brasilândia, Inocência e Selvíria, além de Castilho, no estado de São Paulo.
Fundada em 1915, sua colonização iniciou-se na década de 1880 por Luís Correia Neves Neto, Antônio Trajano dos Santos e Protásio Garcia Leal. Seu nome origina-se das três imensas lagoas que existem na região central. Desde sua criação, demograficamente o município de Três Lagoas tem crescido de maneira linear e progressiva. No censo de 1940,  a cidade tinha 15.378 habitantes. Vinte anos depois a população atingia 31.690 habitantes e em 1991 possuía 68.162 habitantes. Já em 2000 totalizava 78.900 habitantes e no último censo havia 101.722 habitantes. De acordo com estimativas do IBGE de 2015, possui uma população de 113.619 habitantes, sendo a terceira cidade mais populosa de Mato Grosso do Sul além de ser o 265º maior município brasileiro e 16º maior município do Centro-Oeste do Brasil.
A cidade apresenta uma razoável distribuição de renda e não possui bolsões de pobreza. Trata-se de um centro regional e tem todas as amenidades necessárias em um centro urbano, além de fornecer aos seus cidadãos alta qualidade de vida. A cidade também é a 89ª menos violenta entre os municípios brasileiros com mais de 100 mil habitantes considerando mortes por agressão (homicídios) e em mortes violentas por causas indeterminadas (MVCI), onde registrou 24 assassinatos (21,1 mortes por 100 mil habitantes) segundo estudo do Instituto de Pesquisa Econômica Aplicada (IPEA)
Com o quarto maior PIB de MS (cerca de 3,4 bi em 2012), Três Lagoas vive um acelerado processo de industrialização, impulsionado por investimentos multibilionários no setor de celulose e logística e situada em um entroncamento das malhas viária, fluvial e ferroviária do Brasil, possui acesso privilegiado às regiões Centro-Oeste, Sudeste e Sul do país e a países da  América do Sul. Devido a isto, à disposição de energia, água, matéria-prima e mão de obra, a cidade no momento passa por uma fase de transição econômica e rápida industrialização. Apresenta, ainda, grande potencial turístico. Três Lagoas tem recebido bilhões de dólares em investimentos e é esperado que até 2020 se torne a segunda cidade, em termos econômicos e políticos, de Mato Grosso do Sul. Também foi apontada pela Revista Exame  como um dos mais promissores polos de desenvolvimento do Brasil. A cidade também ficou com o 227º maior potencial de consumo (IPC Marketing) entre todas as cidades brasileiras em 2014, com índice de 0,062% e no estado ficou em terceiro.

## História

### Origens
Há séculos, antes da colonização pelo homem branco, vivia na região do leste sulmatogrossense, onde hoje se localiza a cidade de Três Lagoas, a tribo indígena dos Ofaié. Um grupo da família Macro-jê, os Ofaié descendem das civilizações indígenas do Chaco, na Bolívia. Constituíam-se de coletores, caçadores e pescadores, e eram nômades nas terras localizadas entre os hoje denominados Rio Paraná e a Serra de Maracaju, limitando-se ao norte por volta da latitude do Rio Sucuriú.
A partir do século XVIII, a região de Três Lagoas e seus habitantes, os Ofaié, passaram a sofrer com as visitas dos bandeirantes paulistas, em excursões para reconhecimento de território. Já em 1829, uma expedição enviada por João da Silva Machado, Barão de Antonina, e chefiada por Joaquim Francisco Lopes, visando a expansão dos campos de pecuária do vale do Rio São Francisco, atravessou o Rio Paraná e fez contato com os índios, que eram amigáveis. Também faziam parte dessa entrada Januário Garcia Leal e outros sertanistas.
O município de Paranaíba e a colonização do sul de Mato Grosso
Januário Garcia Leal, José Garcia Leal, João Pedro Garcia Leal, Joaquim Garcia Leal e seus outros irmãos, acompanhados por suas respectivas famílias, empregados e escravos, fugindo de perseguições políticas, permaneceram na região. Os Garcia Leal e seus agregados criaram, assim, o arraial de Sete Fogos, hoje Paranaíba, ao norte da área de Três Lagoas. Esses e outros pecuaristas se estabelecem aos arredores do rio Paranaíba.
Muito embora tais colonizadores se mantivessem a certa distância dos ameríndios, uma vez que havia toda a região entre o Rio Sucuriú e o Rio Paranaíba vazia entre eles, os nativos da tribo Ofaié, que deparavam-se com os desbravadores vez em quando durante as andanças de ambos, passaram a deliberadamente evitar contato e tentar manter sempre uma distância segura. Na década de 1840, no entanto, Joaquim Francisco Lopes novamente realiza uma entrada pelos confins do sul de Mato Grosso. Reencontra os Ofaiés nas cabeceiras dos rios Negro, Taboco e Aquidauana, afluentes do rio Paraguai.
De meados do século XIX em diante, bandeirantes paulistas, que aos poucos se tornavam fazendeiros pecuaristas fixos, atravessavam o Rio Paraná e se estabeleciam em lugares ermos do centro e oeste do atual estado de Mato Grosso do Sul, perseguindo e escravizando os ameríndios nativos. Os Ofaié, que já eram nômades, afastaram-se da região onde se intersectam o Rio Sucuriú e o Rio Paraná, refugiando-se ao sul e a oeste, entre a região do Rio Verde, onde hoje se encontra a cidade de Brasilândia, e a Serra de Maracaju.
A região que se tornaria o atual município de Três Lagoas, no entanto, permanecia selvagem, uma vez que o interesse dos colonizadores paulistas era expandir as frentes a oeste, de forma a assegurar que teriam infinitas extensões de terra. A região três-lagoense continuava, assim, sob a influência da frente colonizadora que se encontrava em Paranaíba e que, mais cedo ou mais tarde, iria se expandir ao sul.
Com a implantação das propriedades e a fixação dos marcos de posse às margens dos rios, paulistas, mineiros e outros demarcaram áreas extensas, de tal forma que logo encheram de grandes latifúndios a região, Rio Pardo a dentro, no rumo do Rio Vacaria e do Rio Brilhante, no centro do atual estado de Mato Grosso do Sul, local que tiveram de abandonar momentaneamente com a Guerra do Paraguai.
Expansão ao sul de Paranaíba e o início de Três Lagoas

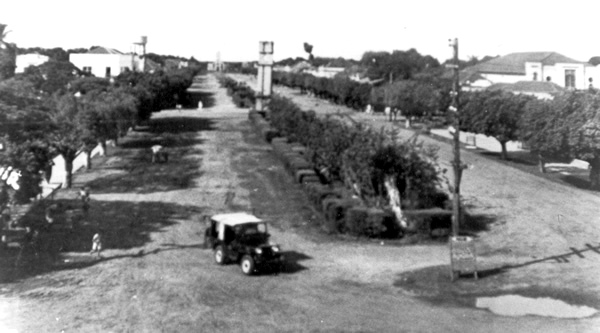
Avenida Antônio Trajano no começo do Século XX.

No ano de 1867, ainda durante a guerra do Paraguai, o Visconde de Taunay viajava de Aquidauana ao Rio de Janeiro para levar à corte notícias sobre a Retirada da Laguna. Vindo do sertão de Camapuã, atravessou a nado o alto Rio Verde entre a latitude das atuais cidades de Paranaíba e Inocência. Transitava, desta forma, de noroeste a norte do atual município de Três Lagoas. Segundo ele descreve em seu livro Reminiscências, "no dia 30 [de junho de 1867] estávamos no vasto rancho do Sr. José Pereira, bom mineiro que nos acolheu otimamente e era o primeiro morador que encontrávamos à saída do sertão bruto de Camapuã e à entrada do de Santana do Paranaíba, um pouco mais habitado, (…) próximo já da vila de Santana do Paranaíba". 

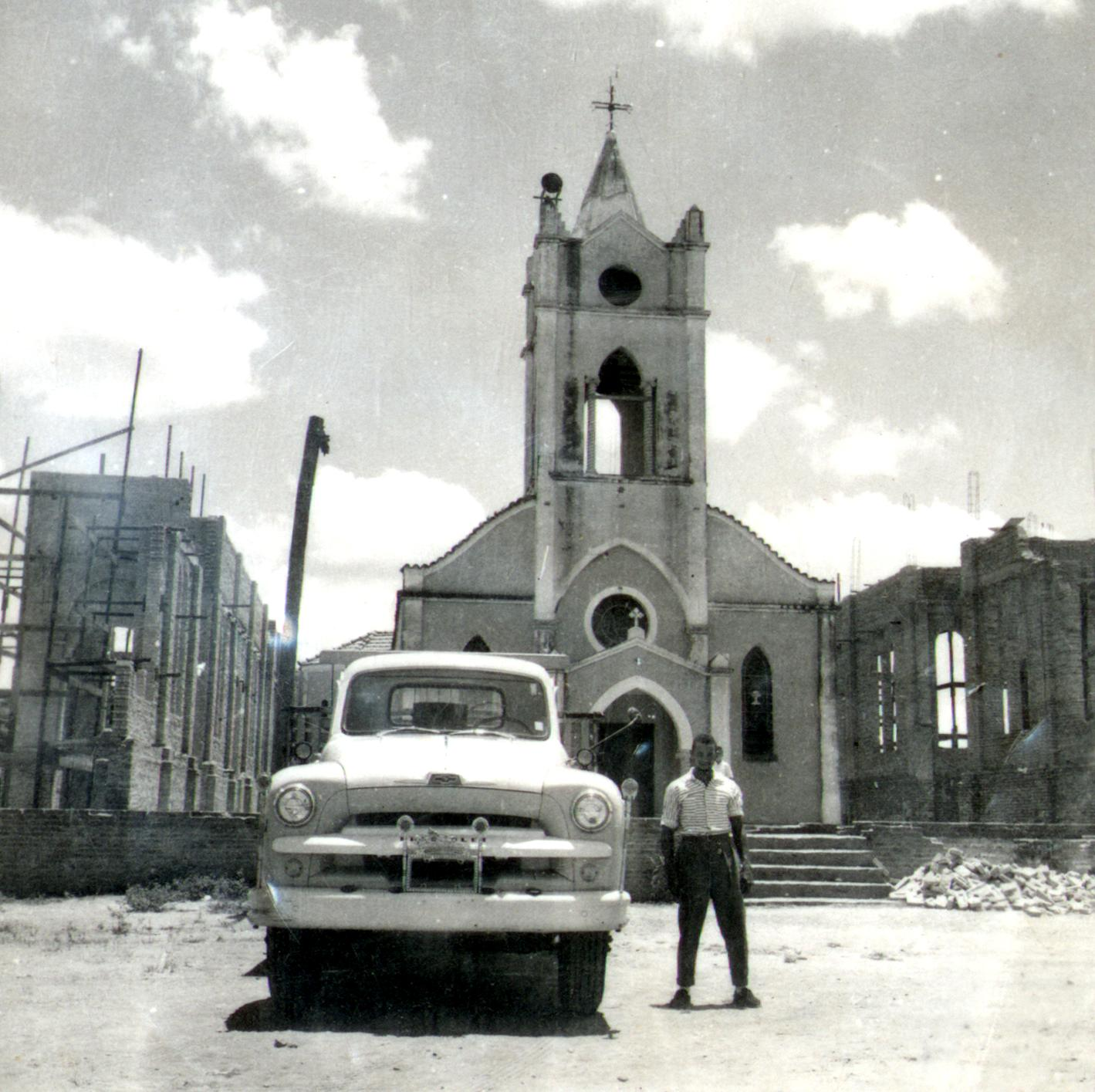
Antiga Igreja Matriz de Três Lagoas.

Ao apontar que José Pereira fora o primeiro habitante que encontrara na área de Paranaíba, mesmo estando este muito próximo àquela cidade, as anotações de Taunay deixam claro, desta forma, que no ano de 1867 a frente pioneira de Paranaíba somente se encontrava ao redor daquela cidade, ou seja, muito distante de sequer habitar a atual área do município de Três Lagoas, mais ao sul. Isto não quer dizer, no entanto, que a região três-lagoense já não estivesse sendo explorada pelos pioneiros de Paranaíba. Pelo contrário, José Garcia Leal, considerado "o principal homem do sertão", possuía "inúmeras posses" nos rios Sucuriú e Verde, motivo pelo qual os Ofaiés se afastaram da região, de forma a evitar confrontos. Essas posses, no entanto, não eram habitadas, ou sequer trabalhadas. Utilizavam-se os campos naturais de Cerrado para se criar gado de maneira extensiva. José Garcia Leal ou seus agregados e empregados somente tinham de visitar o local a cada dois meses para encher de sal os coxos e costear o gado. Januário Garcia Leal Sobrinho utilizava-se do mesmo esquema de criação de gado ao norte de Paranaíba, em terras goianas.
Com o fim da guerra do Paraguai, os sertanistas e colonizadores voltaram ao centro e oeste de Mato Grosso do Sul, reunindo o restante dos rebanhos a novos povoadores.
Foi somente nos anos de 1880, entretanto, que passaram ao sul do município de Paranaíba, ou seja, ao atual município de Três Lagoas, seus três fundadores e também mais antigos habitantes: Luís Correia Neves Neto, o mais antigo, que se instalou nas proximidades do Ribeirão Beltrão, ao norte do Rio Sucuriú, com sua esposa, Claudina Correia Neves; Antônio Trajano dos Santos, que se instalou na região entre o Ribeirão Palmito e o Rio Sucuriú, a qual chamou de Fazenda das Alagoas, em razão das três grandes lagoas ali existentes; e Protázio Garcia Leal, neto de Januário Garcia Leal, que se instalou na região da Piaba, às margens do Rio Verde, em terras próximas às de seu tio-avô, José Garcia Leal. Estavam ocupadas as três regiões do município três-lagoense: o norte do rio Sucuriú, na área do Ribeirão Beltrão; o centro e atual perímetro urbano, na área das três lagoas; e o sul, na área do Rio Verde.
É correto dizer, desta maneira, que a filha de Luís Correia Neves Neto, Zulmira Maria de Jesus, nascida em 1884, foi a primeira pessoa com ancestrais europeus a nascer no atual município, uma vez partidos os Ofaié. Foi a primeira três-lagoense. Aos poucos, ainda, colonizadores gradativamente foram espalhando-se pela margem dos ribeirões Palmito, Moeda, Piaba, Pombo, Campo Triste e Brioso - deixavam a área de Paranaíba e se aventuravam ao sul, para a região do Rio Sucuriú e além.
Também se destacaram nestes momentos iniciais, em territórios do antigo município de Paranaíba, do qual Três Lagoas foi posteriormente desmembrada, Necésio Ferreira de Melo, fundador da propriedade agropastoril denominada Piaba, em terras banhadas pelo Ribeirão Campo Triste;  Antônio Ferreira Bueno, em Serrinha, hoje Garcias; Antônio Paulino, também às margens do Ribeirão Campo Triste; Silvério Garcia Tosta e seus filhos, afazendados no alto Sucuriú, no bananal da Boa Vista; Misael Garcia Tosta, no ribeirão Morro Vermelho, afluente do rio Paraná; Januário José de Sousa e seus filhos, afazendados no ribeirão São Pedro, afluente do rio Sucuriú; Manuel Garcia Tosta, no ribeirão Indaiá Grande, afluente do rio Sucuriú; Carlos de Castro, na fazenda Coqueiro; Miguel Pântano, Marcolino Marques e Isaías Borges, em águas do rio Correntes; os irmãos Joaquim e José Machado, os irmãos Jerônimo e Isaías Coimbra, Jerônimo Rosa, os irmãos Albino, Ângelo, José e Vitório Lata, Antônio dos Santos, os irmãos Manuel e Francisco Fabiano, Silvério Garcia Tosta e seus filhos, todos afazendados em águas vertentes da serra da Moranga; Bernardo Barbosa Sandoval e seus filhos, em águas do rio do Peixe; os irmãos José, Urias, Francisco e Antônio Queirós, em águas do rio Quitéria; a família Pereira, afazendada nos rios Sucuriú e Verde; as famílias Camargo, Ottoni e Juscelino Ferreira Guimarães, no alto Sucuriú; as famílias Damasceno e Oliveira, no médio rio Pardo; as famílias Barbosa, Lopes, Rosa e Mariano, na Vacaria; e o vigário de Santana de Paranaíba, padre Francisco de Sales Fleury, que possuía também uma fazenda, onde tinha uma caseira, Joaquina de tal, e com ela teve filhos: Marcelo, Justiniano, Augusto, Maria, Teotônio e Vicência.

### Criação

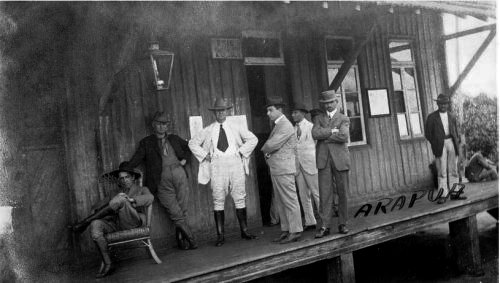
Estação ferroviária de Arapuá por volta de 1917.

No princípio do século XX, a propriedade de Antônio Trajano dos Santos, denominada Fazenda das Alagoas, à margem esquerda do Ribeirão Palmito, recebe o apelido de Coletoria, devido ao posto fiscal estadual ali implantado para a taxação da pecuária. Suas terras são, então, cortadas em diagonal pela Estrada de Ferro Noroeste do Brasil (NOB), dividindo-as em dois triângulos.
Quando em 1909 chegou a ser fundado o acampamento dos engenheiros às margens da Lagoa Maior, na Fazenda das Alagoas, onde hoje situa-se a cidade, devido à construção da Estrada de Ferro Noroeste do Brasil, os Ofaiés há quase duas décadas já haviam deixado o local.
Ao norte do Rio Sucuriú, chegava Jovino José Fernandes, que se tornou dono de uma grande plantação de cana-de-açúcar e destilaria, um dos homens mais ricos do local. Ao sul do mesmo rio, no distrito de Garcias, o mineiro de Uberaba, José Silvério Borges, estabelecia-se com sua esposa, Inocência Maria da Abadia, natural de Jataí, Goiás.
Em 1910 foi motivada, pelo acampamento de engenheiros, a edificação de várias moradias, desenvolvendo um novo povoado. Havendo sua propriedade sido dividida em duas metades triangulares, a parte entre a ferrovia e o Rio Sucuriú, Antônio Trajano dos Santos doa à povoação. Foram cerca de quarenta alqueires, instalando-se aí uma praça, onde foi construída uma igreja em homenagem a Santo Antônio, proclamado padroeiro do local. Oscar Guimarães desenha urbanisticamente a infante Três Lagoas. Justino Rangel de França, funcionário da Construtora Machado de Melo & Cia, demarca o sítio urbano.

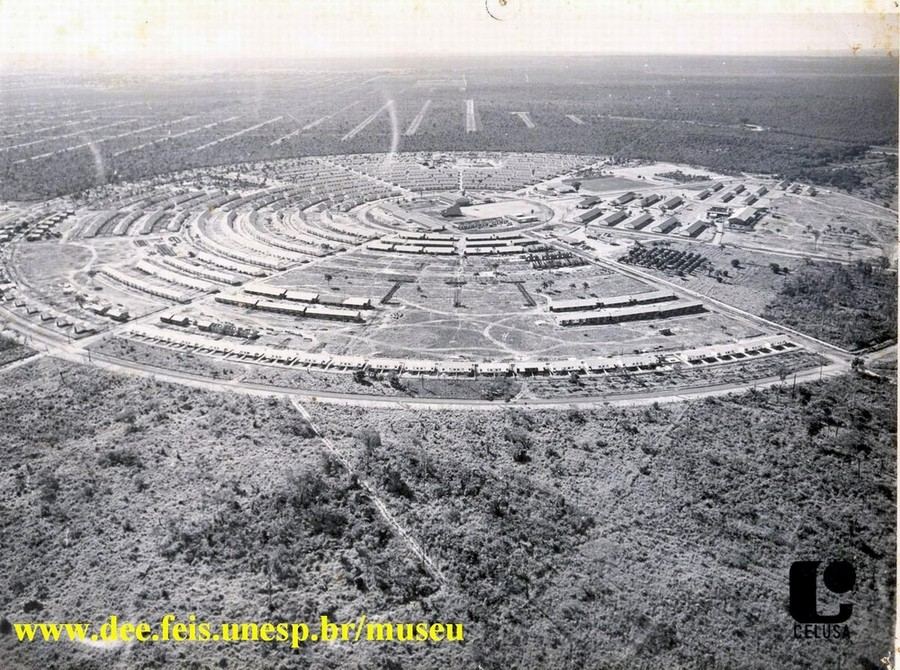
Vila Piloto.

O distrito foi criado pela lei nº 656 de 12 de junho de 1914, pertencente a Sant'Anna do Paranaíba. A Vila de Três Lagoas cria-se pela lei estadual nº 706, de 15 de junho de 1915, ainda parte da Comarca de Paranaíba, mas, emancipada politicamente. É nomeado o intendente-geral interino, o Dr. Sebastião Fenelon Costa, pelo então Intendente de Paranaíba, o capitão Martinho de Palma Oliveira, assim como os primeiros vereadores. Torna-se município em 8 de agosto do mesmo ano de 1915, quando são realizadas eleições para a presidência da Câmara Municipal, tendo sido eleito para presidente da mesma o coronel Antônio de Sousa Queirós e para vice-presidente o advogado Generoso Alves Siqueira. O desmembramento da comarca de Paranaíba acontece em 27 de dezembro de 1916, através do Decreto de Lei nº. 768, tomando posse do município as autoridades nomeadas pelo Governador do Estado.
Em 10 de outubro de 1920, Elmano Soares lança, com Bernardo de Oliveira Bicca, o primeiro número da Gazeta do Comércio, o primeiro jornal semanal do então estado de Mato Grosso. Através de sua maneira polêmica e politizada de escrever, Elmano Soares sofre perseguição política por seus artigos, tendo de se afastar de seu jornal e de Três Lagoas algumas vezes para preservar sua vida. O jornal, no entanto, torna-se um dos mais respeitados na região.
A vila de Três Lagoas recebe foros de cidade pela Resolução nº. 820, de 19 de outubro de 1920, durante o governo de Dom Francisco de Aquino Corrêa. Comemora-se, no entanto, em 15 de junho, a emancipação política de Três Lagoas. Ainda no início da década de 1920, a área restante do município, cerca de três mil e seiscentos hectares, é doada pelo governador do então estado de Mato Grosso, Celestino da Costa. O terreno é demarcado em 1921 pelo engenheiro Sampaio Jorge e loteada como área suburbana.

### Guerras civis
Em A Coluna Prestes, de  Neil Macaulay, é dito que "1.500 soldados rebeldes" marchavam pelo interior brasileiro após um "movimento militar revolucionário" fracassado. Tais tropas rebeldes, tendo ao seu comando Isidoro Dias Lopes, haviam atacado São Paulo em 5 de julho de 1924 e ocupado a cidade por vinte e três dias, exigindo a renúncia do então presidente Artur Bernardes. A data havia sido escolhida em comemoração ao aniversário de dois anos da Revolta dos 18 do Forte de Copacabana. De qualquer maneira, após o bombardeio de regiões como Mooca, Brás e Perdizes, as tropas revoltosas foram repelidas pelo Exército legalista. Desde então, encontravam-se sem destino, vagando pelo estado de São Paulo.
Ainda segundo Neil Macaulay, "Em Bauru, Izidoro [Dias Lopes] soube que havia uma grande tropa federal em Três Lagoas(…). Os rebeldes arremeteriam contra a concentração governista [na cidade] (…). O ataque seria conduzido por Juarez Távora. Em Porto Epitácio (…), seu batalhão reforçado por 570 (quinhentos e setenta) homens(…) embarcou em dois vapores rumo às vizinhanças de Três Lagoas. Ao amanhecer do dia seguinte(…), os soldados de Juarez movimentaram-se para atacar [a cidade] (…). Os comandados de Juarez podiam ouvir o resfolegar das locomotivas da Estrada de Ferro Noroeste(…). O encontro em Três Lagoas deixou um terço do batalhão morto, ferido, aprisionado ou desaparecido. Juarez tinha perdido a mais sangrenta batalha da Revolta Paulista. Talvez tenha sido, também, a batalha decisiva da revolução". 
Foi durante essas lutas que teria sucumbido o soldado José Carvalho de Lima, cujo túmulo no Cemiterinho hoje é objeto de devoção. Segundo Lúcio Queirós Moreira em seu livro Do Sonho à Realidade, "conta-se que um soldado, gravemente ferido (…), rastejou em busca de socorro, vindo a falecer onde hoje se ergue o túmulo. O nome do soldado seria José Carvalho de Lima. Outra versão diz que ali tombaram vários combatentes. O túmulo se encontra na confluência das ruas Quinzinho de Campos e Jamil Jorge Salomão. Seria aquele o túmulo de um soldado ou de soldados que tombaram naquela "refrega". 
Palco da grande vitória legalista em 1924, o isolamento geográfico da região três-lagoense, no entanto, favorecia sentimentos revolucionários. Já nos anos 1920, nota-se a falta de um sentimento de pertencimento, por parte dos cidadãos treslagoenses, em relação ao estado de Mato Grosso. Identificam-se muito mais com o estado de São Paulo, por ser fisicamente mais próximo, mesmo antes da conclusão da Ponte Francisco de Sá e, portanto, do pleno funcionamento da Estrada de Ferro Noroeste do Brasil.
Na participação de Três Lagoas na revolta tenentista de 1932, é possível notar, também, o tipo de relação entre as cidades do sul do então estado de Mato Grosso e o norte. Como cidades independentes, as cidades do sul matogrossense participaram do movimento de maneira independente do governo do estado e sem  a certeza de apoio por parte umas das outras. Não havia uma identidade comum, nem muita infraestrutura, além da ferrovia, para aproximá-las, mas a aversão ao norte as unia. O habitantes das cidades do atual estado de Mato Grosso do Sul sentiam-se isolados da então capital, Cuiabá, assim como já notavam que o sul contribuía muito mais com impostos que o norte, economicamente estagnado. A proposta recebida dos rebeldes paulistas seria a de que, vencendo a revolução, os sul-matogrossenses finalmente se separariam do norte. Sob a liderança de Bertoldo Klinger, comandante da Circunscrição Militar em Mato Grosso, que funcionava em Campo Grande, as tropas sul-matogrossenses então se rebelaram e estabeleceram um governo dissidente naquela cidade, para o qual foi nomeado Vespasiano Martins, prefeito da mesma. O novo estado então criado se chamou Maracaju e duraria três meses, até o fim da revolução.
Assim, na Revolução Constitucionalista de 1932, Três Lagoas novamente se tornaria palco de luta armada. Desta vez, no entanto, a cidade não seria uma aconchegante parada para as tropas governistas, mas consideraria estas últimas como inimigas. Tais tropas governistas, que lutaram com o Exército debelado de Três Lagoas, chegaram principalmente pelo norte, estabelecendo-se na região do Ribeirão Beltrão, em terras de Jovino José Fernandes, Francisco Salles da Rocha e do Capitão Benevenuto. Daí, partiram rumo ao Rio Sucuriú, cercando a cidade. Entre os mortos destes conflitos esteve a própria esposa de Jovino José Fernandes, Zulmira Maria de Jesus, primeira três-lagoense de ascendência europeia, que morreu devido à falta de cuidados médicos resultante da falta de comunicação com a cidade, em 22 de julho de 1932, um dia antes de Santos Dumont ter cometido suicídio por causa da mesma guerra civil.

### Governo Militar

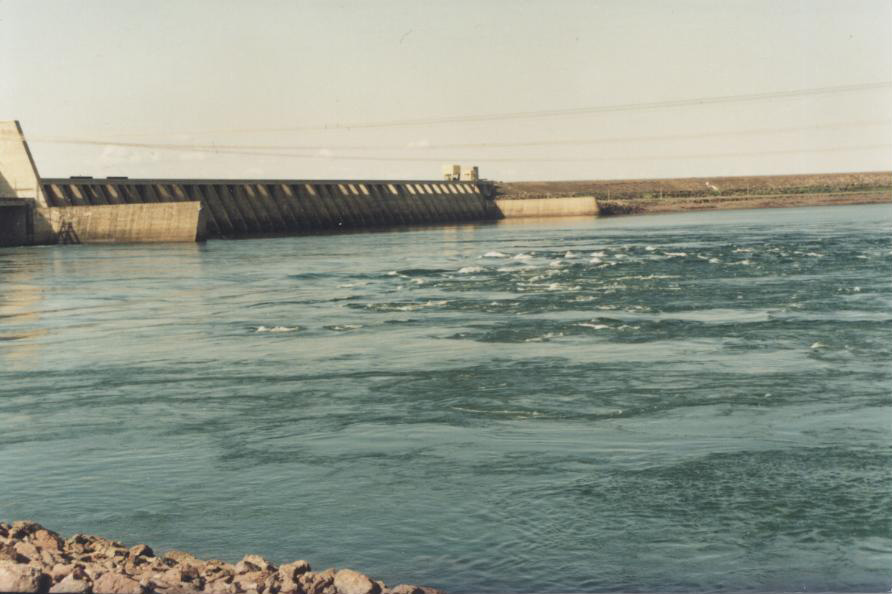
A Usina Hidrelétrica Engenheiro Sousa Dias vista do Jupiá.

Na década de 1960, inicia-se a construção, pela CESP, da Usina hidrelétrica Engenheiro Sousa Dias (Jupiá). Localizada no Salto de Urubupungá, quando de sua finalização, no ano de 1974, era a maior usina hidrelétrica do Brasil. Em 1978, foi ultrapassada por Ilha Solteira e, em 1982, também por Itaipu. Hoje, continua sendo a terceira maior usina hidrelétrica do Brasil, sendo considerada muito eficiente, uma vez que sua área alagada é pequena em relação à energia por ela produzida.
Sua posição estratégica e sua proximidade a uma fonte de energia elétrica tão importante para o país foram motivos para que o município de Três Lagoas, durante a ditadura militar, fosse considerado "Área de Segurança Nacional" pelo Decreto-Lei n° 1105, de 20 de maio de 1970. Os prefeitos passaram a ser nomeados pelo governador do estado, mediante aprovação do presidente da República. Não havia a figura do vice-prefeito e, caso ocorresse a vacância da Prefeitura, assumia interinamente de acordo com a Lei Orgânica dos municípios o presidente da Câmara Municipal, até que o novo prefeito fosse nomeado e empossado. Os treslagoenses somente voltaram a eleger seus prefeitos em 1985.
Durante a ditadura militar, os governos municipais, como o de Lúcio Queirós Moreira, sofreram com as várias mudanças de rumo por parte dos governos do estado e também com problemas orçamentais. Um exemplo desta era é o Programa de Complementação Urbana (P.C.U.), um programa do então governador Marcelo Miranda e originariamente chamado de Projeto Cura-Comunidade Urbana para Recuperação Acelerada. Tal programa era bastante abrangente e, caso implementado em todas as cidades-pólo de desenvolvimento no Mato Grosso do Sul, traria reflexos para o estado como um todo. Mas isso nunca ocorreu. Durante o governo de Pedro Pedrossian, houve outro programa, chamado de Pró-Cidade, que teve os recursos bloqueados e nunca se tornou realidade.

## Geografia

### Localização
O município de  está situado no sul da região Centro-Oeste do Brasil, no leste de Mato Grosso do Sul (Microrregião de Três Lagoas). Localiza-se na latitude de 20º45’04” Sul e longitude de 51°40’42” Oeste. Distâncias:
- 326 km da capital estadual (Campo Grande),[53]
- 879 km da capital federal (Brasília).[54]

### Geografia física

#### Geologia

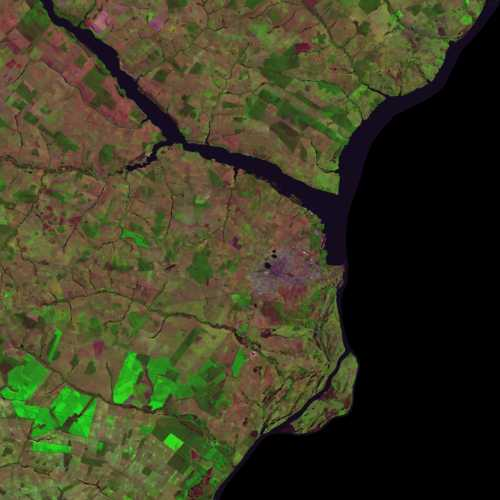
Três Lagoas visto do espaço.

O município de Três Lagoas está inserido em litologias dos Grupos São Bento e Bauru, da Bacia do Paraná, e de coberturas cenozoicas. As coberturas cenozoicas detrito lateríticas compõem-se de dois tipos: coberturas detrítico lateríticas terciárias e quartenárias e aluviões recentes.
O solo é composto, principalmente, dos tipos latossolo vermelho escuro e podzólico vermelho escuro, com teor de acidez entre 4,3 e 6,2 de pH.  Trata-se de solos minerais, não hidromórficos, altamente intemperizados, apresentando horizonte B latossólico e podendo ser profundos ou muito profundos, bem drenados ou acentuadamente drenados, friáveis e muito porosos. Os outros tipos de solo que podem ser encontrados em Três Lagoas são  latossolo roxo distrófico (em regiões cobertas por faixas de Mata Atlântica), podzólico vermelho amarelo, planossolo álico, glei pouco húmico distrófico, areias quartzosas álicas e solos litólicos distróficos.
No perímetro urbano, o solo altamente poroso é um empecilho às grandes construções, pois não oferece sustentação suficiente a pesadas estruturas. Este é um dos motivos para os poucos prédios que se encontram na cidade.

#### Relevo e altitude
Sua menor altitude é de 260 metros na barranca do Rio Paraná, e a maior é de 518 metros, na Serrinha do distrito de Garcias. No núcleo urbano, a altitude média é de 320 metros. No município, a altitude média varia entre 350 e 400 metros.

#### Clima
O município de Três Lagoas pertence à zona climática designada pela letra A, sendo seu tipo climático o Aw, de acordo com a classificação de Köppen. O tipo Aw caracteriza-se como clima tropical quente e úmido. A temperatura média local é de 24 °C. Possui estação chuvosa no verão e seca no inverno. O total anual das precipitações em áreas de influência direta do tipo Aw está compreendido entre 900 mm e 1.400 mm. Devido à sua posição, no entanto, Três Lagoas, com as massas de ar vindas do sul, do leste e do oeste que se encontram sobre seu território, possui peculiaridades quanto ao seu clima, que é diferente do centro de Mato Grosso do Sul e do oeste paulista.
O trimestre de maior precipitação reflete o verão austral (novembro, dezembro e janeiro), dezembro sendo o mês de maior precipitação, com tempestades de verão sempre vindas do sul. A chuva é abundante e, na maioria das vezes, acontece nos fins das tardes, limpando-se o céu ainda antes do anoitecer. Assim como os invernos, os verões apresentam-se cada vez mais quentes. O regime chuvoso, no entanto, ainda não se modificou visivelmente. A média pluviométrica é de 100 mm mensais entre outubro a março. Já em março, a precipitação pluviométrica começa a diminuir.
| Maiores acumulados de precipitação em 24 horas registrados em Três Lagoas (INMET) por meses              | Maiores acumulados de precipitação em 24 horas registrados em Três Lagoas (INMET) por meses | Maiores acumulados de precipitação em 24 horas registrados em Três Lagoas (INMET) por meses | Maiores acumulados de precipitação em 24 horas registrados em Três Lagoas (INMET) por meses | Maiores acumulados de precipitação em 24 horas registrados em Três Lagoas (INMET) por meses | Maiores acumulados de precipitação em 24 horas registrados em Três Lagoas (INMET) por meses |
| Mês | Acumulado                                                                                   | Data                                                                                        | Mês                                                                                         | Acumulado                                                                                   | Data                                                                                        |
| --- | ------------------------------------------------------------------------------------------- | ------------------------------------------------------------------------------------------- | ------------------------------------------------------------------------------------------- | ------------------------------------------------------------------------------------------- | ------------------------------------------------------------------------------------------- |
| Janeiro                                                                                                  | 116 mm                                                                                      | 18 de janeiro de 1980                                                                       | Julho                                                                                       | 42,1 mm                                                                                     | 22 de julho de 2002                                                                         |
| Fevereiro                                                                                                | 97,5 mm                                                                                     | 7 de fevereiro de 1995                                                                      | Agosto                                                                                      | 74,8 mm                                                                                     | 14 de agosto de 1976                                                                        |
| Março | 100,4 mm                                                                                    | 11 de março de 2008                                                                         | Setembro                                                                                    | 74,6 mm                                                                                     | 28 de setembro de 1972                                                                      |
| Abril | 89,1 mm                                                                                     | 30 de abril de 1984                                                                         | Outubro                                                                                     | 95,2 mm                                                                                     | 13 de outubro de 1996                                                                       |
| Maio | 70,3 mm                                                                                     | 18 de maio de 1996                                                                          | Novembro                                                                                    | 110,5 mm                                                                                    | 13 de novembro de 1984                                                                      |
| Junho | 80 mm                                                                                       | 6 de junho de 1997                                                                          | Dezembro                                                                                    | 102,5 mm                                                                                    | 14 de dezembro de 1997                                                                      |
| Período: 1 de janeiro de 1961 a 31 de dezembro de 1985 e 6 de fevereiro de 1993 a 18 de novembro de 2009 |                                                                                             |                                                                                             |                                                                                             |                                                                                             |                                                                                             |

No inverno, geralmente não há chuvas durante três meses, do início de junho ao fim de agosto e, às vezes, até meados de setembro. Entre julho e setembro, há um deficit hídrico anual pouco superior a 30 mm, mas a água permanece no solo durante a maior parte da estiagem. Essa estação também encontra-se cada vez mais quente, e raramente encontram-se as geadas que costumavam ser comuns até a década de 1980.
Segundo dados do Instituto Nacional de Meteorologia (INMET), referentes ao período de 1961 a 1985 e de 1993 a 2009, a menor temperatura registrada em Três Lagoas foi de −2 °C em 18 de julho de 1975, e a maior atingiu 41,5 °C em 25 de setembro de 2004. O maior acumulado de precipitação em 24 horas atingiu 116 milímetros (mm) em 18 de janeiro de 1980. Outros acumulados iguais ou superiores a 100 mm foram 111,1 mm em 2 de janeiro de 2000, 110,5 mm em 13 de novembro de 1984, 102,5 mm em 14 de dezembro de 1997 e 100,4 mm em 11 de março de 2008. Janeiro de 1977, com 477,7 mm, foi o mês de maior precipitação.
| Dados climatológicos para Três Lagoas | Dados climatológicos para Três Lagoas | Dados climatológicos para Três Lagoas | Dados climatológicos para Três Lagoas | Dados climatológicos para Três Lagoas | Dados climatológicos para Três Lagoas | Dados climatológicos para Três Lagoas | Dados climatológicos para Três Lagoas | Dados climatológicos para Três Lagoas | Dados climatológicos para Três Lagoas | Dados climatológicos para Três Lagoas | Dados climatológicos para Três Lagoas | Dados climatológicos para Três Lagoas | Dados climatológicos para Três Lagoas |
| Mês | Jan                                   | Fev                                   | Mar                                   | Abr                                   | Mai                                   | Jun                                   | Jul                                   | Ago                                   | Set                                   | Out                                   | Nov                                   | Dez                                   | Ano                                   |
| --- | ------------------------------------- | ------------------------------------- | ------------------------------------- | ------------------------------------- | ------------------------------------- | ------------------------------------- | ------------------------------------- | ------------------------------------- | ------------------------------------- | ------------------------------------- | ------------------------------------- | ------------------------------------- | ------------------------------------- |
| Temperatura máxima recorde (°C) | 39,5                                  | 40,7                                  | 40,5                                  | 37,8                                  | 35,6                                  | 34,4                                  | 36                                    | 38,9                                  | 41,5                                  | 41,3                                  | 40,4                                  | 39,4                                  | 41,5                                  |
| Temperatura máxima média (°C) | 32,9                                  | 32,8                                  | 32,8                                  | 31,8                                  | 28,6                                  | 27,8                                  | 28,3                                  | 31                                    | 31,1                                  | 33                                    | 32,6                                  | 32,6                                  | 31,3                                  |
| Temperatura média compensada (°C) | 27                                    | 26,8                                  | 26,5                                  | 25                                    | 21,7                                  | 20,3                                  | 20,9                                  | 22,6                                  | 23,9                                  | 26                                    | 26,5                                  | 26,6                                  | 24,5                                  |
| Temperatura mínima média (°C) | 22,5                                  | 22,4                                  | 21,8                                  | 19,5                                  | 16,5                                  | 14,7                                  | 14,4                                  | 16,2                                  | 18,1                                  | 20,4                                  | 21,4                                  | 22                                    | 19,2                                  |
| Temperatura mínima recorde (°C) | 13,7                                  | 15,4                                  | 10,7                                  | 5,5                                   | 2,9                                   | 3,7                                   | −2                                    | 1,1                                   | 5,4                                   | 9,9                                   | 11,6                                  | 12,7                                  | −2                                    |
| Precipitação (mm) | 241,3                                 | 167,1                                 | 147,1                                 | 78,4                                  | 65,7                                  | 34,6                                  | 17,7                                  | 28,5                                  | 64,3                                  | 111,4                                 | 147                                   | 191,3                                 | 1 294,4                               |
| Dias com precipitação (≥ 1 mm) | 15                                    | 11                                    | 9                                     | 5                                     | 5                                     | 3                                     | 2                                     | 2                                     | 6                                     | 8                                     | 9                                     | 12                                    | 87                                    |
| Umidade relativa compensada (%) | -                                     | -                                     | 71,9                                  | 69,7                                  | 73                                    | 71,9                                  | 64,5                                  | 58,2                                  | 61,7                                  | 62,4                                  | 66,4                                  | 70,5                                  | -                                     |
| Insolação (h) | 186,3                                 | 196,4                                 | 210,2                                 | 219,4                                 | 215,8                                 | 191                                   | 224,6                                 | 224,8                                 | 184,7                                 | 204,5                                 | 211,5                                 | 201,2                                 | 2 470,4                               |
| Fonte: Instituto Nacional de Meteorologia (INMET) (normal climatológica de 1981-2010; recordes de temperatura de 01/01/1961 a 31/12/1985 e 06/02/1993 a 18/11/2009) |                                       |                                       |                                       |                                       |                                       |                                       |                                       |                                       |                                       |                                       |                                       |                                       |                                       |

#### Hidrografia

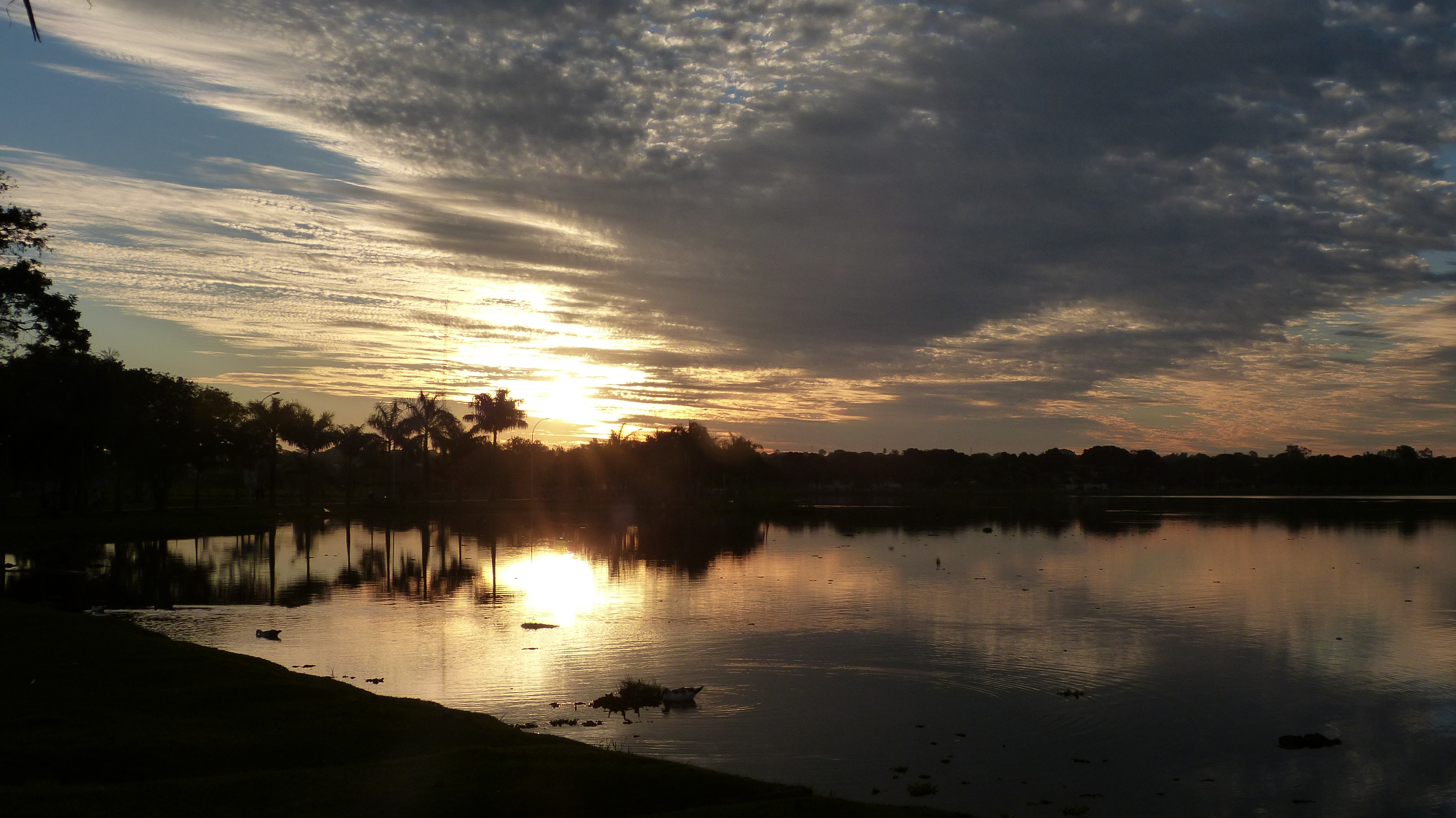
Lagoa Maior ou também chamada de Terceira Lagoa.

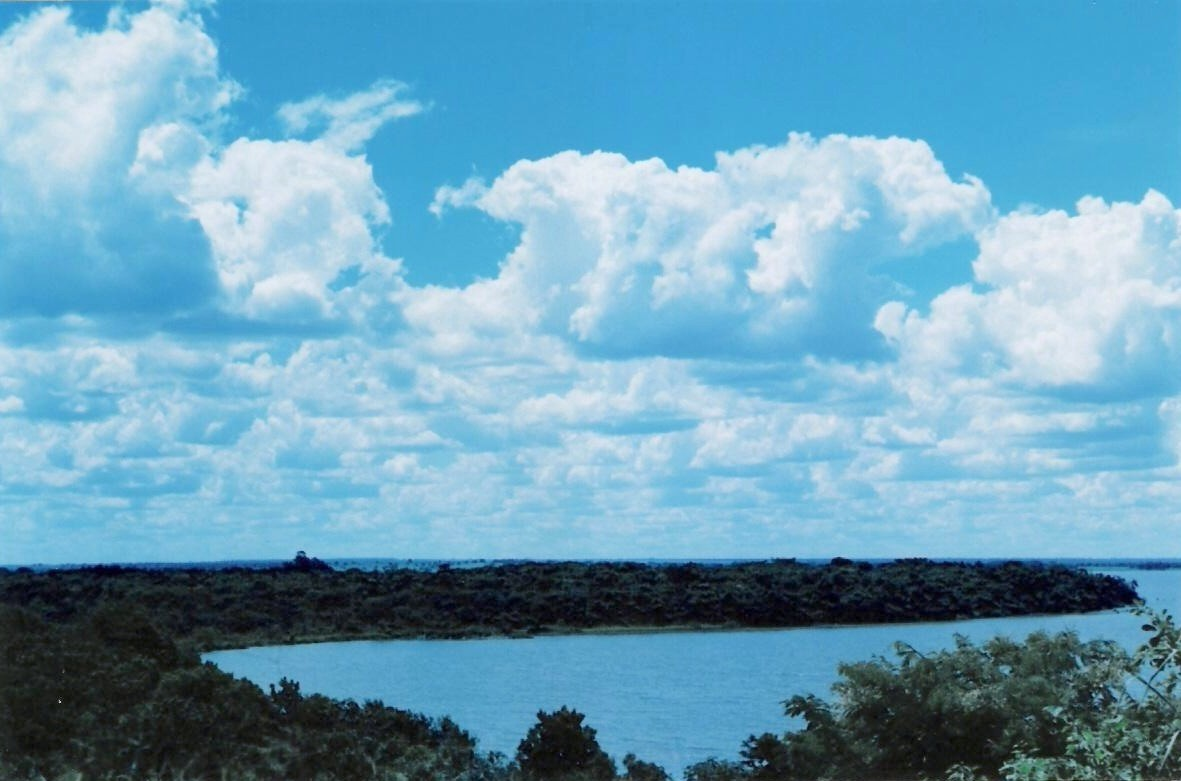
Resquícios de Mata Atlântica na Cascalheira.

A hidrografia da região é rica. Além dos já citados rios e lagoas, podem-se encontrar vários córregos e riachos. Os rios subterrâneos da região são facilmente achados, às vezes somente a vinte metros da superfície, às vezes a cem.
Três Lagoas localiza-se na Bacia Hidrográfica do Rio Paraná, que possui 700.000 km² e trata-se da quinta maior bacia hidrográfica do mundo. Possui, ainda, duas sub-bacias importantes:  a do Rio Verde e a do Rio Sucuriú. A rede hidrográfica três-lagoense compõem-se dos rios Paraná, Pombo, Sucuriú e Verde; além dos ribeirões Baguaçu, Bonito, Brioso, Campo Triste, Imbaúba, Palmito, Piaba, Prata e Beltrão; e dos córregos Azul, Boa Vista, Cervo, Estiva, Jacaré, Lajeado, Moeda, Pontal, Porto, Pratinha, Taboca e Urutu.
O município também se situa sobre o maior lago subterrâneo do planeta, o Sistema Aquífero Guarani. Assim como com os rios subterrâneos, a água do sistema Aquífero Guarani facilmente vêm à tona em escavação. É do aquífero a água do Ribeirão Palmito, naturalmente muito quente, mas não muito apropriada para consumo, devido ao seu gosto.
A água potável de Três Lagoas, retirada de seus rios subterrâneos, é considerada a melhor de todo o Brasil. Por isso e pela quantidade de recursos hídricos ao seu dispor, a cidade tem o apelido de Cidade das Águas.

#### Vegetação
Três Lagoas possui um conjunto fitogeográfico uniforme, uma vez que apresentam-se em sua paisagem campos limpos, e florestas perenifólias, subperenifólias e mesofólias. A vegetação predominante é o Cerrado (gramíneo lenhosa, arbórea densa e arbórea aberta). Há também faixas de Mata Atlântica, que se alternam perpendicularmente às margens do Rio Paraná com a vegetação do Cerrado, até que estas listras de floresta se afinam e desaparecem conforme se distanciam do rio.

### Geografia política

#### Fuso horário
Está a -1 hora com relação a Brasília e -4 com relação ao Meridiano de Greenwich (Tempo Universal Coordenado).

#### Área
Tem 10 235,8 km² de extensão e seu território se estende até a divisa com o estado de São Paulo.
O município de Três Lagoas está localizado no extremo leste de Mato Grosso do Sul, expandindo-se para além do Rio Sucuriú e do distrito de Arapuá ao norte e oeste, respectivamente, e tendo o Rio Paraná e o estado de São Paulo ao leste, e o Rio Verde ao sul.

#### Subdivisões
Três Lagoas possui três distritos e sua área urbana tem trinta e um bairros e quatro loteamentos residenciais.
Fazem parte do município de Três Lagoas as seguintes subdivisões:
Bairros
Três Lagoas possui mais de cinqüenta bairros.
| - Alto da Boa Vista; - Bela Vista; - Carandá; - Centro; - Cinturão Verde; - Colinos; - Condomínio Ecoville; - Interlagos; - Ipacaray; - Jardim Alvorada; - Jardim Atenas; - Jardim Bela Vista; - Jardim Brasília; - Jardim Caçula; - Jardim Capilé; - Jardim das Acácias; - Jardim das Oliveiras; - Jardim das Orquídeas; - Jardim das Paineiras; - Jardim Dourados; Jardim Eldorado; - Jardim Flamboyant; - Jardim Glória; - Jardim Guaporé; - Jardim Imperial; - Jardim Maristela; - Jardim Mirassol; | - Jardim Morumbi; - Jardim Novo Aeroporto; - Jardim Nova Americana; - Jardim Nova Ipanema; - Jardim Oiti; - Jardim Planalto; - Jardim Progresso; - Jardim das Primavera; - Jardim Rodrigues; - Jardim Santa Júlia; - Jardim Santa Aurélia; - Jardim Vendrell; - Jardim Violetas; - JK; - Lapa; - Mais Parque; - Nossa Senhora Aparecida; - Nossa Senhora das Graças; - Nova Europa; - Novo Oeste; - Osmar Dutra; - Paranapungá; - Portal da Lagoa; - Residencial Jamil Ville - Residencial Orestinho; - Santa Luzia; - Santa Rita; - Santa Teresinha; | - Santo André; - Santos Dumont; - Santos Dumont 2; - SetSul; - São Carlos; - São João; - São Jorge; - Cherogami; - Vila Alegre; - Vila Cardoso; - Vila Carioca; - Vila Guanabara; - Vila Haro; - Vilas Maria 1 e 2; - Vila Nova; - Vilas Piloto 1,2,3,4 e 5; - Vila Popular; - Vila Santana; - Vila Verde; - Vila Viana. |

Distritos
- Três Lagoas (sede)
- Arapuá;
- Garcias;
- Jupiá;

#### Arredores
Água Clara
Chapadão do Sul (O)

Brasilândia (S)

Inocência (N)

Selvíria (N)

Estado de São Paulo (L)

### Meio ambiente

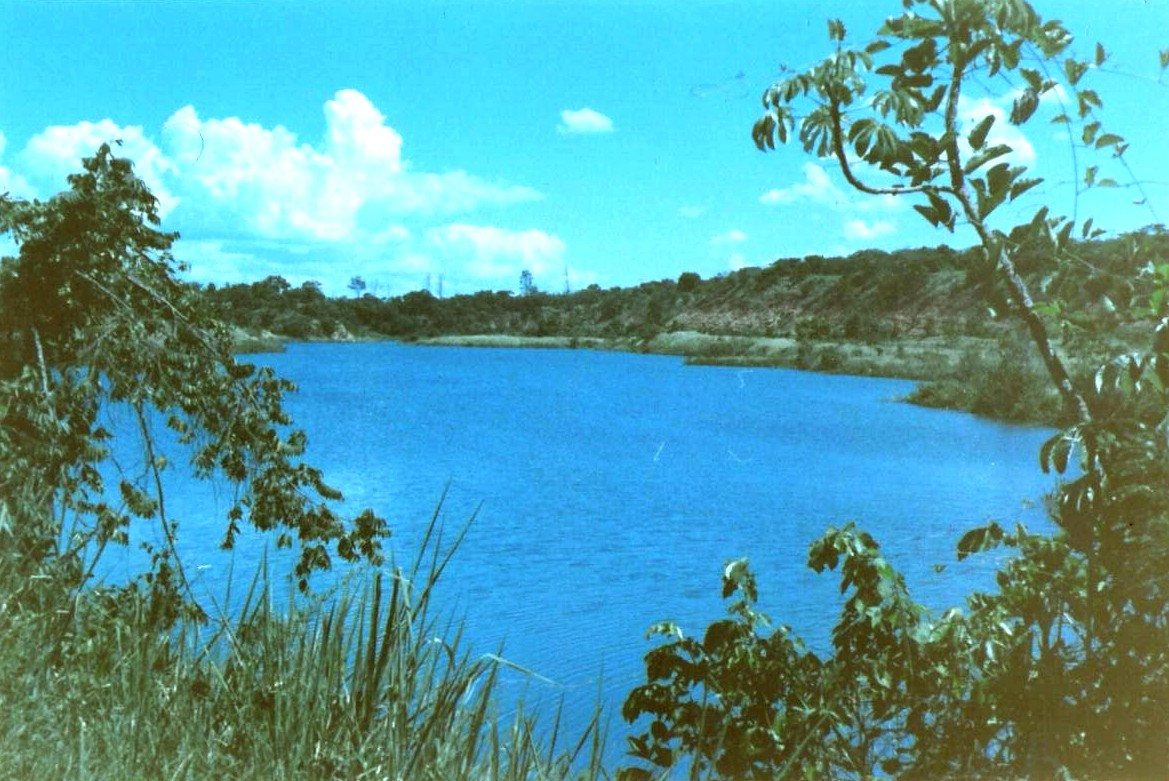
Cascalheira

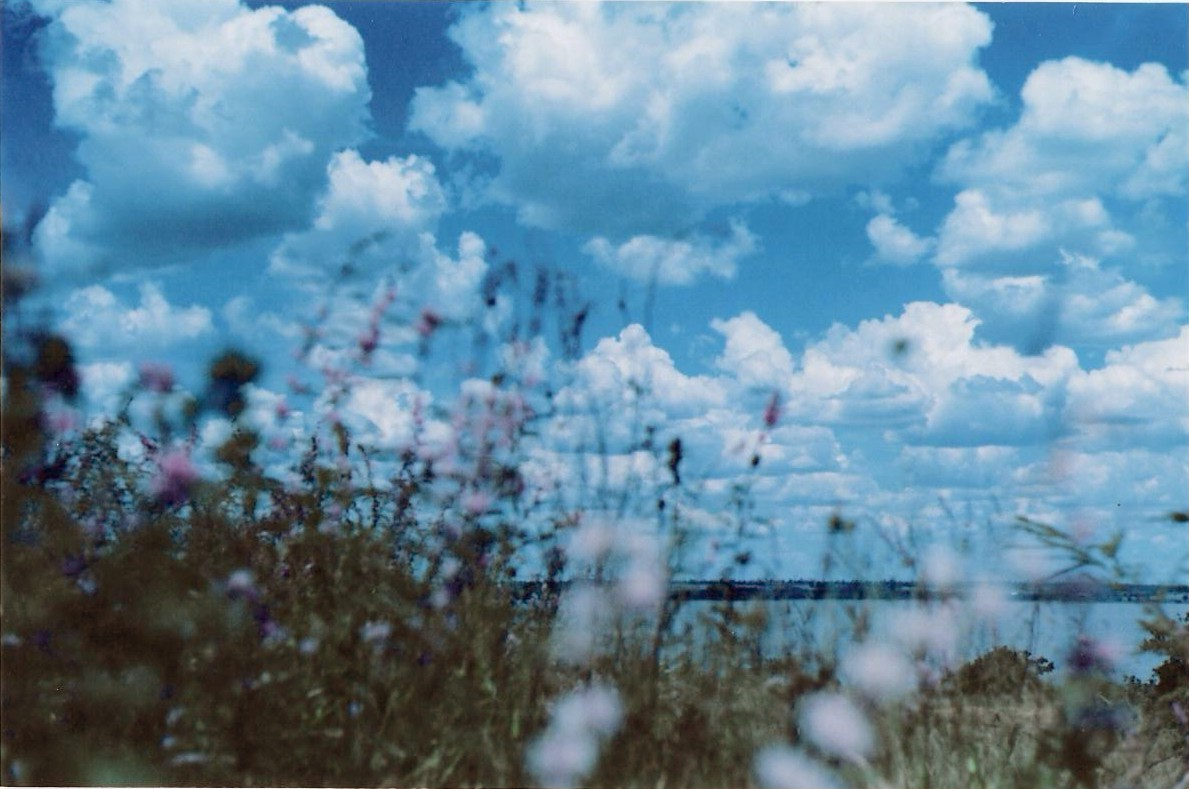
Vegetação da Cascalheira

Com sua diversidade de biomas, ecossistemas e espécies animais e vegetais, a situação do meio-ambiente três-lagoense espelha o que ocorre no restante do Brasil. Embora não possua uma grande população, devido a sua importância econômica é grande a manipulação do território pelo homem, nem sempre seguindo considerações ambientais.

Assim, desrespeita-se as normas de desflorestamento de matas ciliares em rios, como é o caso dos ranchos às margens do Rio Sucuriú; não se trata a maior parte do esgoto da cidade, em sua maioria depositado em fossas sépticas; já foi desmatada grande parte da Mata Atlântica, ao leste do município, e do Cerrado, a oeste; desaloja-se e caça-se animais silvestres, como onças, devido ao fato de que seus hábitos alimentares vão contra interesses de fazendeiros pecuaristas; e a rede hidrográfica do município já foi altamente modificada para a construção de usinas como a do Jupiá.
De qualquer maneira, o evento mais grave a já acontecer em território três-lagoense foi o enchimento da barragem da Usina hidrelétrica Engenheiro Sérgio Motta (Porto Primavera), que consumiu considerável parte do território três-lagoense, afogou milhares de animais e vegetais em extinção, acabou com a maior e melhor reserva de argila da América do Sul e diminuiu enormemente a riqueza do ecossistema municipal, sendo este episódio considerado o maior desastre ecológico da história do Brasil.
Entre os novos desafios para a política ambiental municipal encontra-se a chegada da International Paper e do Grupo Votorantim, uma vez que a fabricação de papel é conhecida como sendo muito poluente. Outras indústrias que lidam com processos químicos potencialmente prejudiciais ao ambiente já estão no município ou têm previsão de lá se instalar.

## Política
| Locais de votação | Locais de votação | Locais de votação |
| Zonas             | Locais            | Seções            |
| ----------------- | ----------------- | ----------------- |
| 9ª                | 9                 | 76                |
| 51ª               | 16                | 66                |

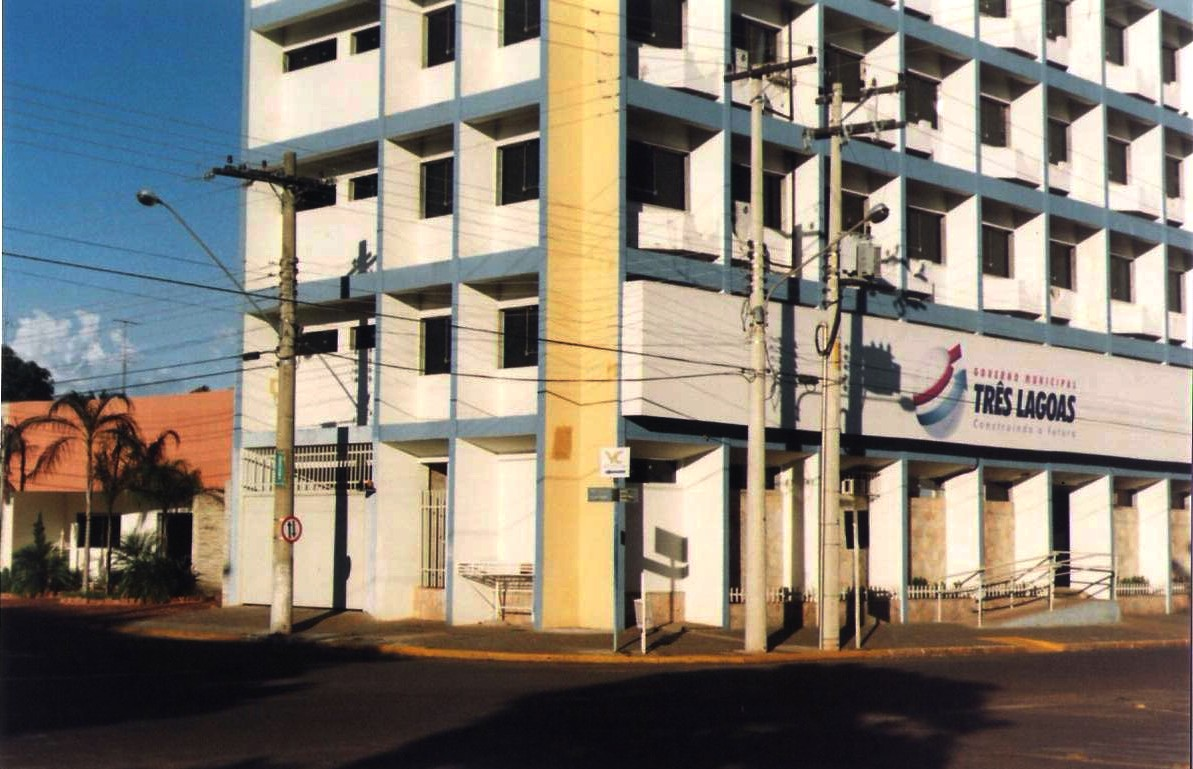
Prefeitura Municipal de Três Lagoas

Três Lagoas conta com o quarto maior colégio eleitoral do estado de Mato Grosso do Sul. Seu eleitorado total é de 57.582 (28.034 homens e 29.548 mulheres).
A Câmara Municipal é composta por dezessete vereadores e o atual prefeito é Ângelo Guerreiro do PSDB eleito em 2016.

### Símbolos oficiais
Brasão

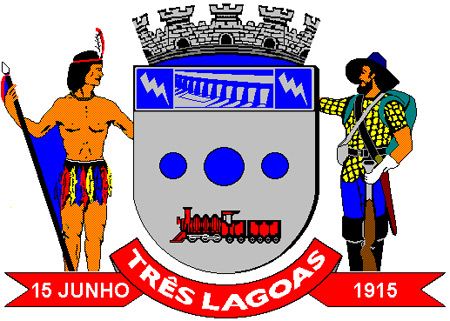
Brasão três-lagoense.

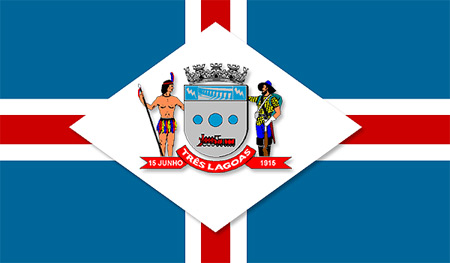
Bandeira três-lagoense.

O brasão três-lagoense constitui-se de sete elementos. Ao topo, vê-se a depicção da fachada de um castelo reproduzida várias vezes, com suas ameias em destaque - este é um símbolo comum em heráldicas de municípios e estados que faz referência ao Reino de Castela. Logo abaixo, estão representadas as comportas da Usina hidrelétrica de Jupiá, tendo a cada lado um raio significando a eletricidade ali produzida. Ao lado esquerdo do brasão encontra-se um índio estilizado fazendo menção aos Kaiowá, que juntamente com os Ofaiés estiveram presentes no território três-lagoense, total ou parcialmente, até meados do século XX. Ao lado direito, encontra-se um bandeirante, pois foram estes os primeiros brasileiros brancos a pisarem no solo de Três Lagoas. Ao centro do brasão, por sua vez, encontram-se três círculos que representam as três lagoas que dão nome à cidade. Abaixo deles, uma locomotiva remete à importante função da Estrada de Ferro Noroeste do Brasil na efetiva ocupação do território três-lagoense. Por fim, a fita na parte inferior na figura aponta para a data de emancipação de Três Lagoas.
Bandeira
Hino de Três Lagoas

## Economia
Três Lagoas é o centro do chamado Bolsão Sul-Matogrossense, região rica em arrecadação de impostos do estado de Mato Grosso do Sul e cuja principal atividade econômica é a pecuária. Com a crise no setor, no entanto, a indústria e o turismo despontam como alternativas ao município e à região. Atualmente Três Lagoas em torno de R$ 3.385.076.801,00 (R$ 32170.20 de PIB per capita) em 2012, o que a coloca em 4º lugar no estado e 194º lugar no Brasil. Ainda segundo o "Empresômetro"Predefinição:Que, Três Lagoas tem um total de 10.779 empresas instaladas, o que soma 4,66% do total do estado.
| Crescimento do Produto Interno Bruto (PIB) | Crescimento do Produto Interno Bruto (PIB) | Crescimento do Produto Interno Bruto (PIB) |
| Ano                                        | PIB (R$)                                   | PIB per capita (R$)                        |
| ------------------------------------------ | ------------------------------------------ | ------------------------------------------ |
| 1970                                       | 324.376.881,58                             | 5.843,26                                   |
| 1980                                       | 420.243.315,74                             | 7.257,58                                   |
| 1985                                       | 359.644.294,76                             | 6.008,19                                   |
| 1990                                       | 246.335.930,62                             | 3.695,02                                   |
| 1996                                       | 281.642.985,94                             | 3.765,42                                   |
| 2000                                       | 444.703.000,00                             | 5.575,45                                   |
| 2002                                       | 596.610.000,00                             | 7.259,00                                   |
| 2004                                       | 983.145.000,00                             | 11.614,00                                  |
| 2006                                       | 1.170.535.326,00                           | 12.036,00                                  |
| 2008                                       | 1.518.126.763,00                           | 17.135,71                                  |
| 2009                                       | 2.013.900.775,00                           | 22.503,44                                  |
| 2010                                       | 2.821.904.596,00                           | 27.741,38                                  |
| 2011                                       | 3.118.326.072,00                           | 30.122,10                                  |
| 2012                                       | 3.385.076.801,00                           | 32.170,20                                  |

### Potencial de consumo
O índice de potencial de consumo (IPC Maps, divulgado divulgado pela IPC Marketing Editora) mapeia o potencial de consumo dos municípios brasileiros baseado em dados divulgados por várias instituições oficiais, sendo utilizado atualmente por mais de 700 empresas e elabora um ranking classificando os 500 maiores municípios relativo ao poder de consumo, contemplando o perfil de consumo urbano e rural dos 5.565 municípios brasileiros. O índice do município de Três lagoas caiu de 0,06682 em 2013 para 0,06279 e sua posição no ranking despencou 14 posições, de 213 no ano passado para 227 neste ano. O município é o terceiro mercado do estado de MS com crescimento de apenas 2,14% entre 2013 e 2014, estando praticamente estabilizado em termos de share de consumo. O potencial de consumo da cidade é de R$ 2,048 bilhões em 2014, contra R$ 2,005 bilhões de 2013, sendo que deverão ser injetados na economia do município apenas R$ 43 milhões a mais que em 2013, segundo a previsão.

### Agropecuária

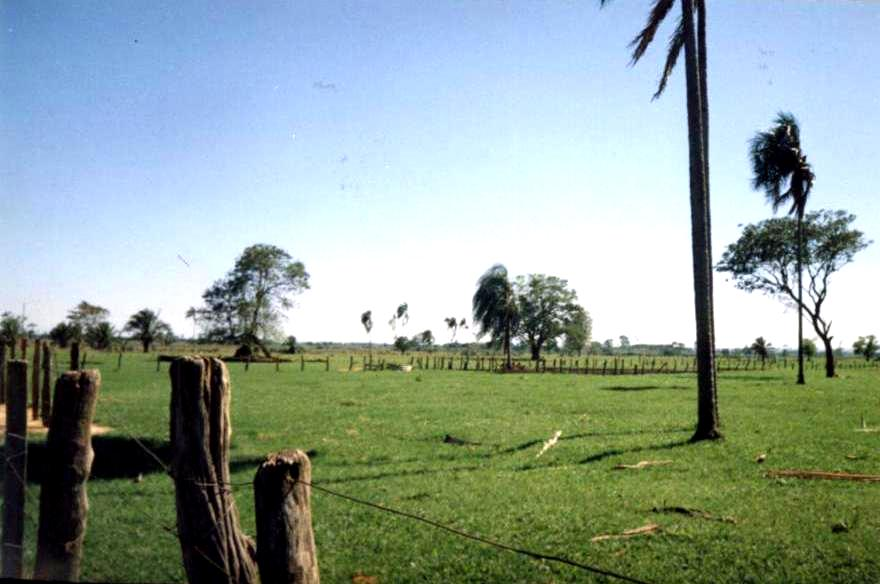
Uma fazenda pecuarista três-lagoense.

A agropecuária de Três Lagoas tem despontado fortemente. No município há um total de 936 empresas de agropecuária, segundo o CAGED. Desde seu início, Três Lagoas demonstrou vocação para a pecuária, sendo esta a principal atividade desenvolvida pelos pioneiros do local com exceção de poucos, como Jovino José Fernandes, que se dedicou à agricultura. A concentração das atenções municipais na criação bovina extensiva iniciou seu auge na década de 1990, quando portas se abriram para a exportação. O município de Três Lagoas foi notório, então, pela exportação de carne bovina para diversos países e locais, como Israel e Europa. O resultado do crescimento das exportações de carne bovina pode ser visto na evolução do PIB per capita do município entre 1999 e 2005, como demonstra a tabela. A renda gerada pela pecuária também sempre movimentou outros setores da economia municipal, como os setores de comércio e serviços.
A partir de outubro de 2005, no entanto, a pecuária três-lagoense passou a sofrer com a descoberta de focos de aftosa  no extremo oeste do estado, na fronteira com o Paraguai. Mato Grosso do Sul, o maior produtor de carne bovina no Brasil, por sua vez o maior do planeta, passou a sofrer com barreiras sanitárias internacionais. O espaço perdido pelo Brasil no mercado mundial então foi tomado por países como Índia e Estados Unidos. A isso, somou-se o escândalo de evasão fiscal por parte do Grupo Margen, que somente por seu frigorífico em Três Lagoas devia R$ 78,7 milhões à Previdência. Como resultado, alegando os problemas com a febre aftosa no estado, esse grupo fechou todos os seus frigoríficos em Mato Grosso do Sul com exceção de um, menor, em Coxim.
Com o fim do funcionamento da Frigotel, único frigorífico de Três Lagoas, e devido às barreiras sanitárias decorrentes dos problemas com a febre aftosa em outras regiões do estado, o município tem, desde o ano de 2005, sofrido graves dificuldades financeiras que se materializaram com a queda do preço da arroba do boi e da terra em áreas rurais. Na área urbana, os setores de comércio e serviço sofreram as consequências disto.
No distrito de Arapuá, no entanto, continuam em expansão os setores de laticínios e criação do bicho-da-seda.

### Extrativismo e indústria
Três Lagoas possui no total de 433 empresas de cunho industrial e 11 empresas extrativas, segundo o CAGED.

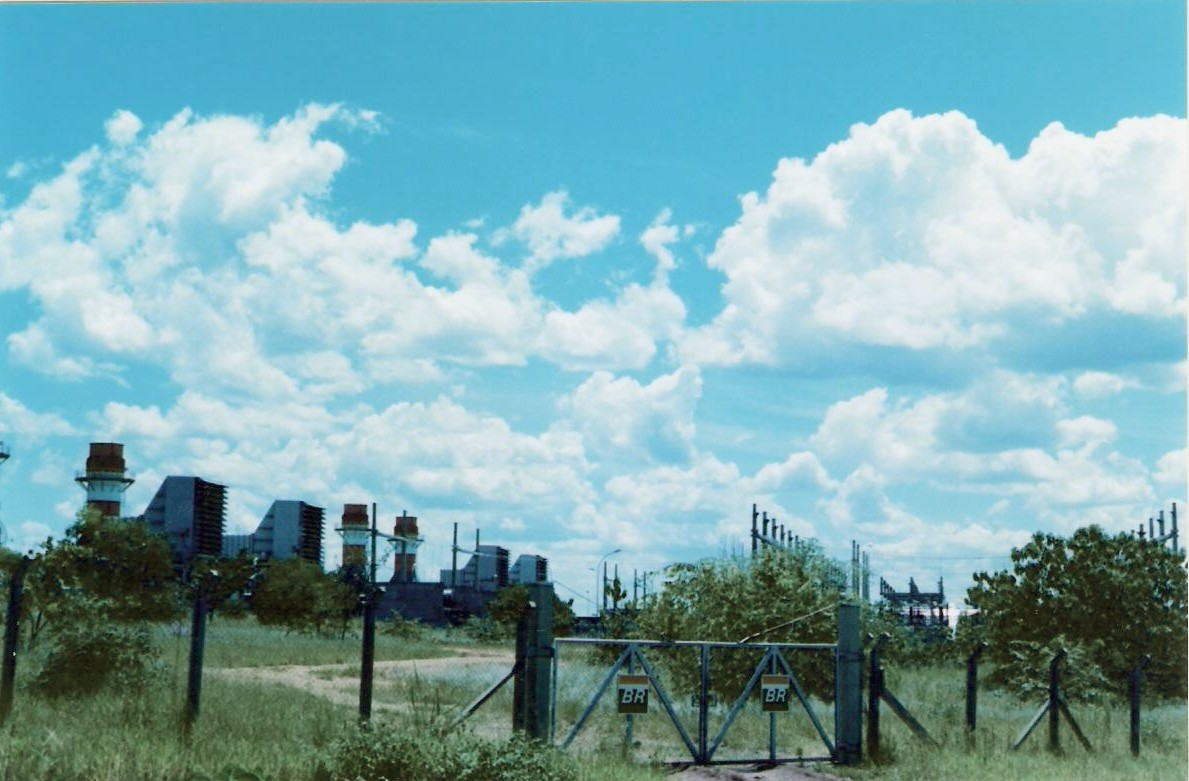
Termelétrica em Três Lagoas.

Já em seus momentos iniciais, seletos pioneiros treslagoenses souberam fazer uso dos recursos minerais disponíveis na região. Martins Rocha, por exemplo, com a retirada de argila do Jupiá, no Rio Paraná, estabeleceu uma importante olaria no município, a MR. Desde então, Três Lagoas se tornou a maior produtora de peças de cerâmica do Brasil, seguindo a tradição oleira iniciada por Martins Rocha. Entre os recursos minerais, também destacam-se outros materiais utilizados no setor de construção, como cascalho e areia. Outros tipos de indústria, no entanto, eram raros na cidade.
Em meados da década de 1990, um artigo da Revista Exame apontou Três Lagoas como um dos maiores polos de desenvolvimento do Brasil. A cidade receberia bilhões de dólares em investimentos e cresceria de forma surpreendente. A partir deste momento, começaram a surgir especulações de que a cidade seria a nova São Paulo, por Três Lagoas possuir posicionamento estratégico com fácil acesso aos mercados do Sudeste, Sul, Centro-Oeste e América do Sul, além de ter a sua disposição os transportes rodoviário, fluvial e ferroviário, todos os tipos de matéria-prima e mão-de-obra.
Sendo assim, a última administração municipal de Issam Fares e de Simone Tebet focaram suas atenções em permitir o desenvolvimento da indústria na cidade. Desde os anos 1990, muitas foram as indústrias que ali se instalaram, entre elas Mabel, Cortex, Metalfrio, um curtume para melhor aproveitamento do couro bovino que antes era descartado no frigorífico local e várias outras. Devido à qualidade de sua água, companhias de águas minerais e bebidas também se expandem no município. Já a Petrobrás instalou na cidade a Usina Termelétrica de Três Lagoas.
Entre todos esses investimentos, no entanto, um dos maiores será feito pelas companhias International Paper e Grupo Votorantim. US$ 1,15 bilhão será investido para a construção de fábrica com capacidade para produzir quinhentas mil toneladas de papel branco ao ano em Três Lagoas, a partir do primeiro trimestre do ano de 2009. A pedra fundamental da obra idealizada pelo senador Ramez Tebet foi lançada no dia 19 de dezembro de 2006, com a presença da prefeita da cidade, Simone Tebet, de Zeca do PT, governador do estado, e de outras autoridades. Durante a construção da fábrica de papel, dez mil trabalhadores deverão ser empregados. O PIB municipal também será triplicado, aumentando em 13,5% o PIB sul-matogrossense e em 0,15% o PIB brasileiro.
Contraditoriamente ao que ocorre na zona rural, no perímetro urbano a especulação imobiliária decorrente da expansão industrial tem triplicado ou mesmo quadruplicado preços de imóveis.

#### Principais Indústrias
- Suzano Papel e Celulose
- Eldorado Brasil
- Petrobras
- CESP
- China Three Gorges Corporation
- Bemis Company
- International Paper
- Metalfrio
- Cargill
- Grupo JSL

### Comércio
Três Lagoas possui no total de 1.496 empresas de cunho comercial, sendo 1.409 empresas varejistas e 87 empresas atacadistas, segundo o CAGED.
Em dezembro de 2019 foi inaugurado o primeiro shopping da cidade (Shopping Três Lagoas), com 82 lojas e 4 salas de cinema.

## Turismo

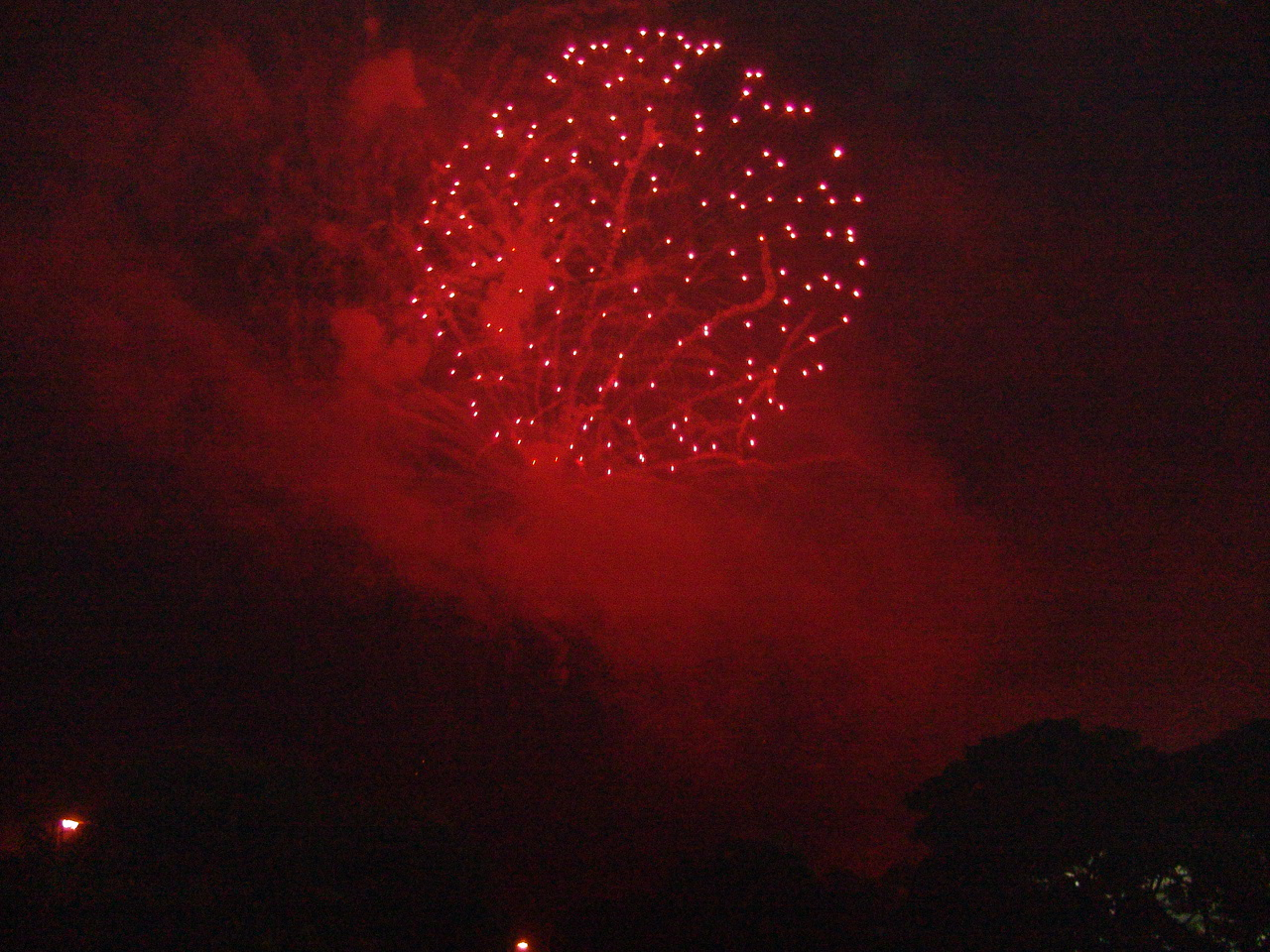
Fogos na Lagoa Maior.

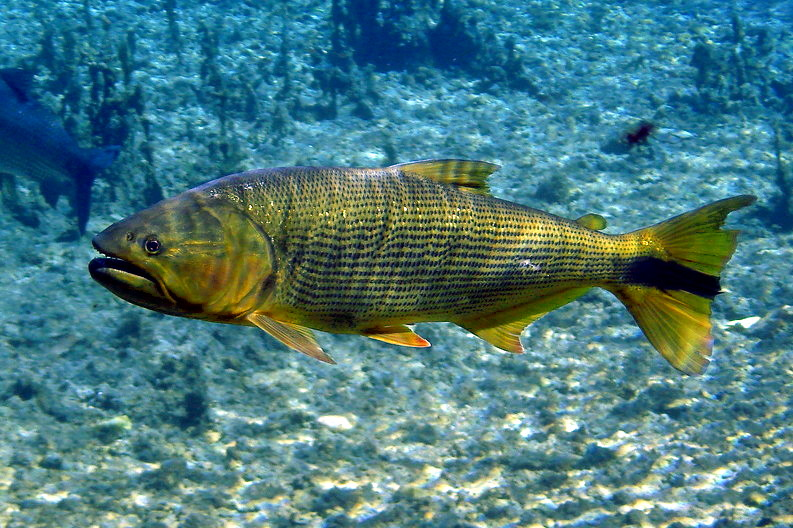
O Dourado (Salminus maxillosus), espécie que tem sofrido com os danos ambientais em Três Lagoas.

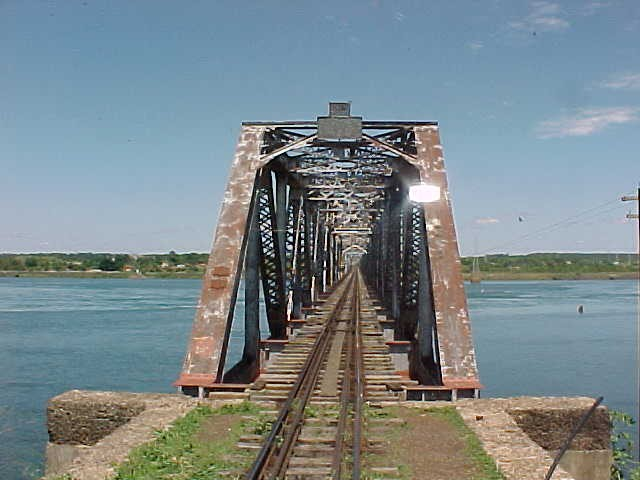
Ponte Francisco de Sá, sobre o Rio Paraná.

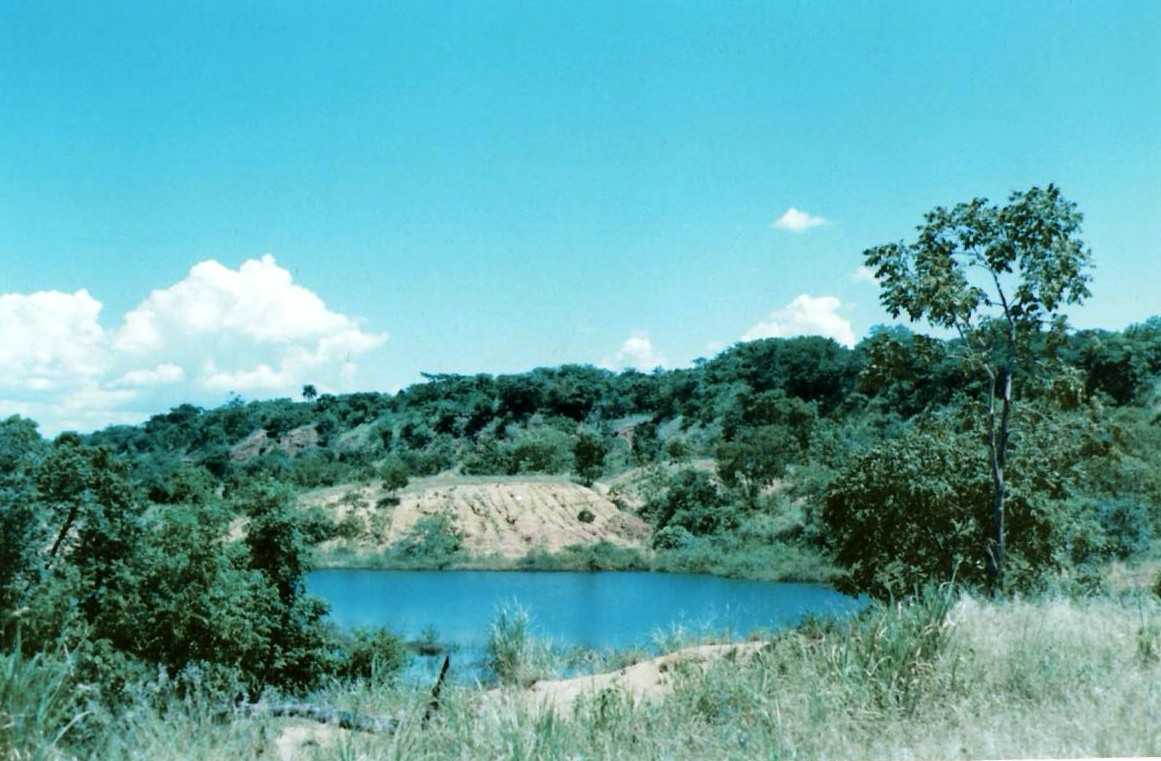
Cascalheira.

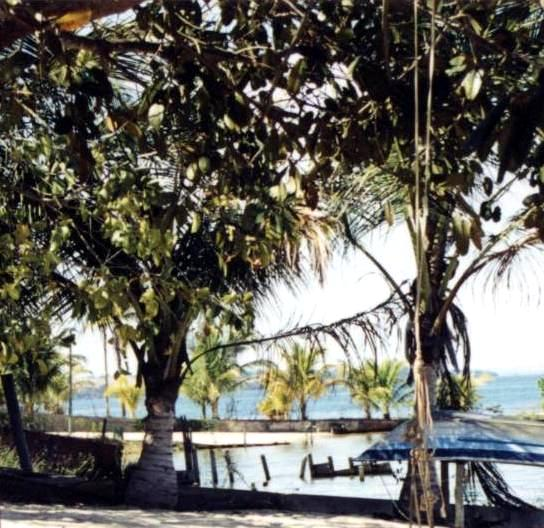
Praia do Rio Sucuriú.

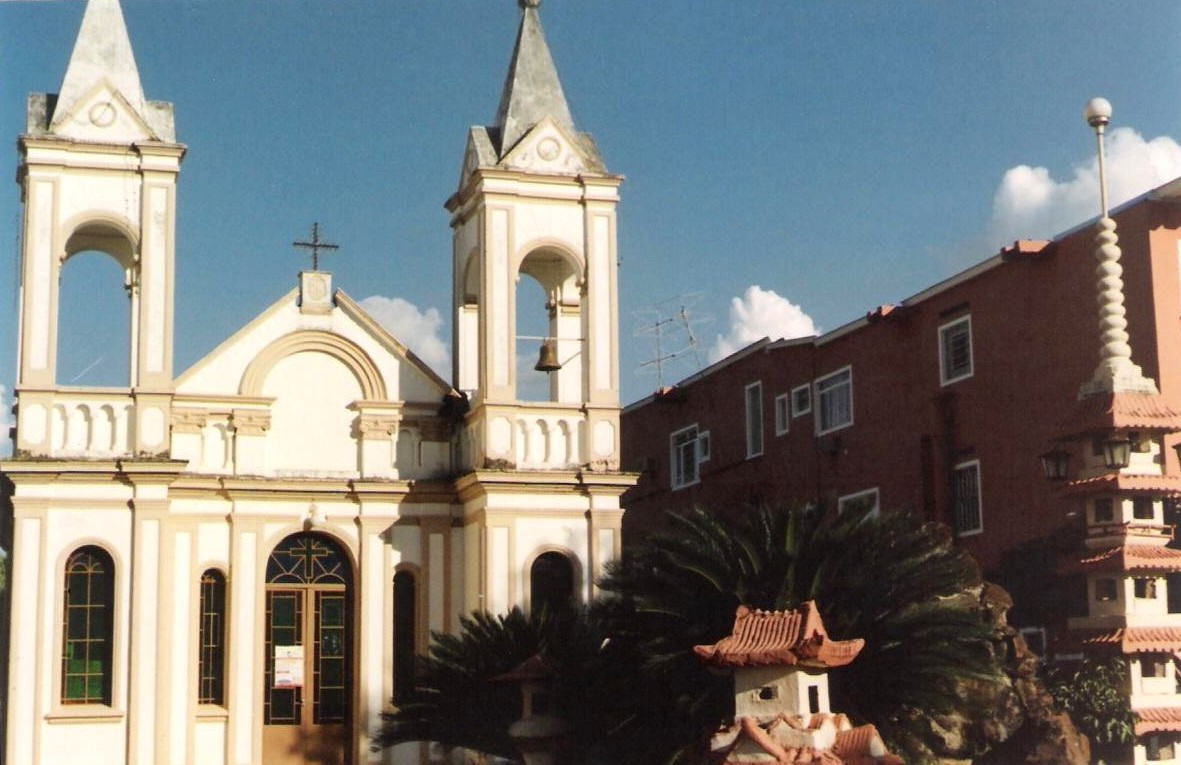
Igreja de Santo Antônio.

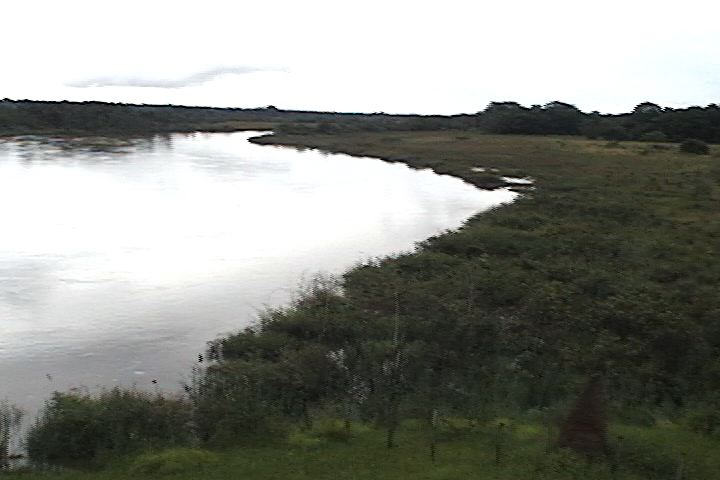
O Rio Verde, afetado pela usina de Porto Primavera.

Na indústria do turismo, Três Lagoas faz parte da chamada Costa Leste de Mato Grosso do Sul e apesar de seu potencial turístico, tanto em termos de atrações como instalações e infra-estrutura, o governo municipal e empresários de Três Lagoas somente nos últimos anos têm se esforçado com maior organização para fazer da cidade e da região um pólo de turismo. Durante a última administração municipal de Issam Fares, foram feitos esforços para que a Costa Leste de Mato Grosso do Sul recebesse sinalização turística por parte do Ministério da Integração Nacional. Durante a atual administração, está sendo aprimorada a integração entre os diversos ramos do setor, assim como estão tendo seu treinamento aperfeiçoado funcionários de hotéis, restaurantes e outros. Foi também criado um guia gastronômico da cidade e a prefeitura agora concentra esforços na estruturação e comercialização dos roteiros turísticos da Costa Leste.
A cidade possui especial vocação para esportes aquáticos. No ano de 2006, pela segunda vez Três Lagoas sediou o Brasil Open de Jet Ski, no Rio Sucuriú. O município ainda recebe turistas de diversas partes do Brasil, mas principalmente de Rio de Janeiro e São  Paulo, que se deslocam à região para atividades relacionadas à pesca, entre outras, uma vez que possui uma colônia de pescadores em Jupiá.
Três Lagoas oferece, ainda, uma alternativa a turistas buscando conhecer o Pantanal sul-matogrossense. Para aqueles que dirigem das regiões nordeste, sudeste e sul do Brasil, a cidade pode ser considerada como o portal do Pantanal, por ter ricos ecossistemas e oferecer variados roteiros de passeios. É fácil (e recomendável) uma visita a Bonito antes do destino final desta viagem.
Devido ao fato de o turismo rural e o ramo de hotéis-fazenda ainda não terem sido explorados, os principais atrativos turísticos de Três Lagoas estão concentrados no perímetro urbano ou em suas imediações, entre eles:

### Patrimônio
- Igreja de Santo Antônio: foi erguida pela colônia portuguesa em 1914 e declarada monumento público em 1931. Recebeu a visita, no natal de 1914, do D. Pedro de Alcantara de Orleans e Bragança, filho de Princesa Isabel e de Gastão de Orleans, Conde d'Eu;
- Catedral do Sagrado Coração de Jesus;
- Cemitério do Soldado: o jazigo é uma homenagem ao soldado José Carvalho de Lima, morto em episódio do Tenentismo de 1924 e a quem se atribui milagres. É muito visitado por devotos;
- Estátua do Cristo;
- Escola João Ponce de Arruda;
- Estação Ferroviária da Novoeste (antiga Estrada de Ferro Noroeste do Brasil - N.O.B.);
- Ponte Francisco Sá, sobre o Rio Paraná: demorou 15 anos para começar a ser construída. Inaugurada em 1926 pela antiga Estrada de Ferro Noroeste do Brasil, mede 1024 metros de comprimento. Liga os estados de Mato Grosso do Sul e São Paulo;
- Obelisco: tombado em 1982 pela prefeitura. Simboliza um sonho da cidade: a construção de uma feira de gado, o que, por questões políticas, não foi realizado;
- Relógio Central: construído em 1936 pelo português Manuel Alves, natural de Paradela de Guiães (Vila Real), é chamado de "o senhor do tempo". Localizado no Centro da cidade, tem uma altura de dez metros. Em 1982, a prefeitura realizou seu tombamento. Mantido por Joaquim Silva Torres e seus descendentes.

### Natureza
- Jupiá, às margens do rio Paraná, local ideal para pescaria;
- Praias de areias brancas do Rio Sucuriú: lá estão localizados o Balneário Municipal e muitos ranchos particulares;
- Jatobá: possivelmente a primeira árvore tombada como patrimônio público em Mato Grosso do Sul, por Lúcio Queirós Moreira;
- Cascalheira: local utilizado para a extração de cascalho durante a construção da Usina do Jupiá e que hoje abriga o Parque das Capivaras e lagos artificiais;
- Fora dos limites do município, mas a uma distância muito pequena, encontram-se ainda lagoas termais.

### Eventos locais
- Junho: Festa do Folclore, Bon Odori,Expotrês,Campeonato Aloha Street Skate e Expo Mulher;
- Julho: Fantazém (Festa à Fantasia) e Festa do Queijo e do Vinho;
- Agosto: Três Lagoas Moto Show e Encontro Folclórico do Bolsão Sul-Matogrossense;
- Setembro: Cavalgada Sul-Matogrossense  e Três Lagoas Folia;
- Setembro: Três Lagoas Florestal (Maior encontro do setor de celulose da América Latina)
- Outubro: Expoflôres, Festa do Hawai e Quermesse de Nossa Senhora Aparecida.

### Gastronomia
Dispõe de cerca de vinte restaurantes, quinze bares e choperias.

### Áreas verdes
- Praça da Bandeira, principal praça;
- Cascalheira;
- Lagoa Maior;
- Parque das Capivaras;
- Quarta lagoa.

Ver também: Galeria de fotos de Três Lagoas.

## Demografia
Desde sua criação, demograficamente o município de Três Lagoas tem crescido de maneira constante e atualmente tem mais de 110 mil habitantes. De acordo com a Prefeitura, no entanto, a previsão é que, com o acelerado processo de industrialização da cidade, em quatro anos Três Lagoas se torne a segunda cidade do estado de Mato Grosso do Sul em importância política e econômica.[carece de fontes?]
Segundo o censo de 2010, a população do município de Três Lagoas foi contada pelo Instituto Brasileiro de Geografia e Estatística (IBGE) e estimada em 101 722 habitantes, sendo o 3º município mais populoso do estado, apresentando uma densidade populacional de 9,966 hab/km². Ainda segundo o censo, 50 468 eram homens e 51 254 dos habitantes eram mulheres. Ainda segundo o mesmo censo, 96 995 viviam na zona urbana e 4 727 na zona rural. Já em 2015 o município de Três Lagoas possui uma população de 113.619 habitantes segundo estimativa do IBGE (o que coloca a cidade em 3º lugar no estado) e densidade de 11,132 hab/km².
| Crescimento da população | Crescimento da população |
| ------------------------ | ------------------------ |
| 1940                     | 15.378                   |
| 1950                     | 18.803                   |
| 1960                     | 31.690                   |
| 1970                     | 55.513                   |
| 1980                     | 57.904                   |
| 1991                     | 68.162                   |
| 1996                     | 74.797                   |
| 2000                     | 78.900                   |
| 2004                     | 84.650                   |
| 2005                     | 85.886                   |
| 2006                     | 87.113                   |
| 2009                     | 89.493                   |
| 2010                     | 101.722                  |
| 2012                     | 105.224                  |
| 2014                     | 111.652                  |
| 2015                     | 113.619                  |

O Índice de Desenvolvimento Humano Municipal (IDH-M) de Três Lagoas é considerado alto pelo Programa das Nações Unidas para o Desenvolvimento (PNUD), sendo seu valor 0,744 em 2010, o 4º maior entre os 79 municípios de Mato Grosso do Sul e o 667º maior entre os 5 560 municípios do Brasil. Outros dois indicadores destacados de Três Lagoas é o índice Gini (0,51) e o Índice Firjan de Desenvolvimento Municipal-IFDM (0.8232).
Três Lagoas também foi incluída em um estudo divulgado em 2017 pelo Instituto de Pesquisa Econômica Aplicada (IPEA) que analisa taxas de homicídios. Segundo o estudo, a cidade está entre as 100 cidades menos violentas (89ª posição) entre os municípios brasileiros com mais de 100 mil habitantes. Considerando mortes por agressão (homicídios) a cidade registrou no estudo 24 assassinatos (21,1 mortes por 100 mil habitantes) e em mortes violentas por causas indeterminadas (MVCI) ela não teve registros.

### Treslagoenses ilustres
Relação de pessoas que nasceram na cidade.
- Dante Buzetti - biólogo e ornitólogo, autor do livro intitulado "Berços da Vida: Ninhos de Aves Brasileiras";
- Issam Fares - ex-prefeito de Três Lagoas;
- Marly Marley - jurada do Programa Raul Gil e casada com o humorista Ary Toledo;
- Ramez Tebet - político;
- Simone Tebet - ex-prefeita, ex-senadora e atual ministra de Planejamento e Orçamento do Brasil;
- Rute - ex-jogadora de basquete da geração Paula e Hortência;
- Zequinha Barbosa - esportista;
- Zulmira Maria de Jesus - primeira três-lagoense;
- Maria Trujillo Rulli -implantou o primeiro supermercado (Guaíra) na cidade em 1973;
- Humberto Rulli - ex Diretor do Dep. Águas, (1967 a 1974), canalizou a água do Palmito até a cidade e modernizou a rede de água no município;
- Yamaguti Kankiti, Imigrante Japonês, colonizador, empresário (Pinga Yamaguti), agricultor.

## Religião e humanismo
Em Três Lagoas as religiões predominantes são a católica e a protestante. A cidade possui uma das maiores populações evangélicas do País, estas que atualmente estão em grande crescimento.
Conforme o Censo de 2010 do IBGE, a população do município de Três Lagoas é formada por grupos religiosos como os cristãos (97,72%), sendo católicos e ortodoxos (54,50%), evangélicos (29,69%) (evangélicas de missão com 2,67% e evangélicos de origem pentecostal com 15,15%), restauracionista (1,09%) e outros cristãos (12,44%). Outros grupos presentes na cidade são os reencarnacionista (2,51%), afro-brasileiros (0,28%), Orientais ou asiáticas (0,32%), Indefinidos (0,36%) e não religiosos (10,81%).

### Cristãos
É de longe o maior grupo religioso presente no município, totalizando 97,72% dos seus habitantes.

#### Católicos

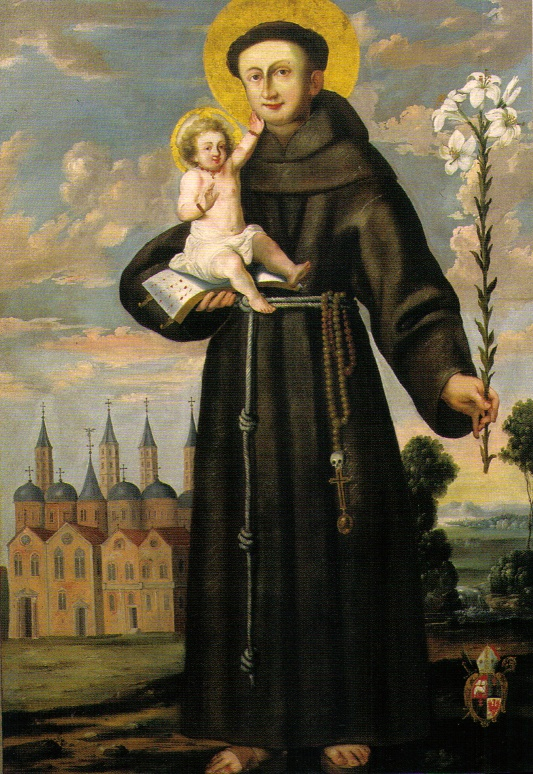
Representação de Santo Antônio de Pádua, padroeiro do município

Três Lagoas está inserida no Brasil, país mais católico do mundo em números absolutos de fiéis. A Igreja Católica teve seu estatuto jurídico reconhecido pelo governo federal em outubro de 2009, ainda que o Brasil seja atualmente um estado oficialmente laico.
A Igreja Católica reconhece como padroeiros da cidade Santo Antônio de Pádua. O município pertence à Circunscrições eclesiásticas da Regional Oeste I (que atende Mato Grosso do Sul)  e de acordo com a divisão resolvida pela Igreja Católica, o município de Três lagoas pertence à Província Eclesiática de Campo Grande, mais precisamente à Diocese de Três Lagoas e é sede de cinco paróquias. Seu atual bispo, desde maio de 2015, é o bispo prelado brasileiro Luiz Knupp. Três Lagoas possui 54,50% dos seus habitantes católicos, sendo a Católica Apostólica Romana com 54,32%, a Católica Ortodoxa com 0,03%.
Templos
- Igreja de Santo Antônio: foi erguida pela colônia portuguesa em 1914 e declarada monumento público em 1931. Recebeu a visita, no natal de 1914, do príncipe Dom Pedro de Alcântara de Orleans e Bragança, filho de Princesa Isabel e de Gastão de Orleans, Conde d'Eu
- Catedral do Sagrado Coração de Jesus - Paróquia Santo Antônio
- Paróquia Santa Luzia
- Paróquia Nossa Senhora Aparecida
- Paróquia Santa Rita de Cássia
- Paróquia São Francisco de Assis

##### Evangélicos de missão
Os evangélicos de missão totalizam 2,67% da população. Destes, 0,15% são luteranos, 0,41% são presbiterianos, 0,11% são metodistas, 1,67% são batistas e 0,38% são adventistas.
Templos
- Igreja luterana IECLB
- BNA - Igreja Batista Nova Aliança
- Igreja batista peniel

##### Evangélicos neopentecostais
Os evangélicos neopentecostais totalizam 15,15% da população. Desse total é composto a Igreja Assembleia de Deus (4,27%), Igreja Congregação Cristã do Brasil (1,53%), Igreja o Brasil para Cristo (0,14%), Igreja Evangelho Quadrangular (1,57%), Igreja Universal do Reino de Deus (0,52%), Igreja Casa da Bênção (0,01%), Igreja Deus é Amor (0,48), de alguma Comunidade Evangélica (0,04%) e outras (6,60%).
Templos
Igreja Adventista da Promessa
- Igreja Nazareno Três Lagoas
- Assembleias de Deus
- Igreja Pentecostal Deus é Amor

#### Restauracionista
Representado por 1,09% dos habitantes. Abrange a Igreja de Jesus Cristo dos Santos dos Últimos Dias, com 0,14%, e Testemunhas de Jeová, com 0,95%.

#### Outros cristãos
No município de Três Lagoas existe também cristãos de outras denominações, representado por 12,44% da população. Destes 11,87% são de outras igrejas evangélicas e 0,57% são de outras religiosidades cristãs.

### Outras denominações
O município é representada por variados outros credos, existindo também religiões de várias outras denominações. São elas:

#### Reencarnacionistas
Possui 2,51% do total, sendo 2,48% espíritas e 0,03% espiritualistas.

#### Afro-brasileiras
Possui 0,14% do total, sendo 0,13% da umbanda e 0,01% do candomblé.

#### Orientais ou asiáticas
Com 0,32% da população, se divide entre o Hinduísmo (0,01%), Budismo (0,20%), Igreja Messiânica Mundial (0,04%), Islamismo	 (0,01%) e outras religiões orientais (0,06%).

### Indeterminados
Opções indeterminados respondem por 0,36% da população, sendo os de outras religiosidades (0,01%), mal-definidos (0,25%), os que não sabem (0,09%) e os sem declaração (0,04).

### Não religiosos
O Grupo das pessoas não religiosas respondem por 10,80% dos locais, sendo os sem religião convictos 10,39% e ateus 0,42%.

### Entidades
- Capítulo Três Lagoas nº 460 da Ordem DeMolay
- Associação Nipo-Brasileira de Três Lagoas
- AATL - Associação Atlética de Três Lagoas
- AABB - Associação Atlética Banco do Brasil
- Esporte Clube Banespa
- Clube da Sabesp
- Clube de Laço
- Aeroclube
- Rotary Club Três Lagoas
- Rotary Club Cidade das Águas
- Lions Club de Três Lagoas
- Loja Maçônica Renascença
- Loja Maçônica Regente Feijó IV
- Loja Maçônica João Pedro de Souza
- Loja Maçônica Aquárius
- Loja Maçônica São João

## Urbanismo
Ainda na década de 1910, antes mesmo da criação oficial da cidade, o engenheiro Oscar Guimarães, funcionário da Estrada de Ferro Noroeste do Brasil, planejou e projetou o traçado urbano três-lagoense. Apesar de o plano nunca ter sido reeditado ou expandido, Três Lagoas ainda se destaca por seu planejamento urbano entre outras cidades de igual porte. Abaixo a relação de domicílios de Três Lagoas:
| Domicílios de Três Lagoas           | Domicílios de Três Lagoas |
| ----------------------------------- | ------------------------- |
| Total de domicílios                 | 38 085 domicílios         |
| Domicílios particulares             | 37 944 (99,63%)           |
| Domicílios coletivos                | 141 (0,37%)               |
| Domicílios por rendimento per capta |                           |
| Mais de 5 salários                  | 4,36 %                    |
| De 2 a 5 salários                   | 15,33 %                   |
| De 1 a 2 salários                   | 29,18 %                   |
| De 0,5 a 1 salário                  | 31,86 %                   |
| De 0,25 a 0,5 salários              | 14,28 %                   |
| Até 0,25 salários ou sem rendimento | 5,94 %                    |
| Dístribuição por classe social      |                           |
| Classe A                            | 4,36 %                    |
| Classe B                            | 15,33 %                   |
| Classe C                            | 61,04 %                   |
| Classe D                            | 14,28 %                   |
| Classe E                            | 5,94 %                    |
|                                     |                           |
| Classe alta (A - B)                 | 19,69 %                   |
| Classe média (C - D)                | 75,32 %                   |
| Classe consumidora (A - B - C - D)  | 95,01 %                   |
| Classe periférica (E)               | 5,94 %                    |

Planejamento urbano inicial de Oscar Guimarães

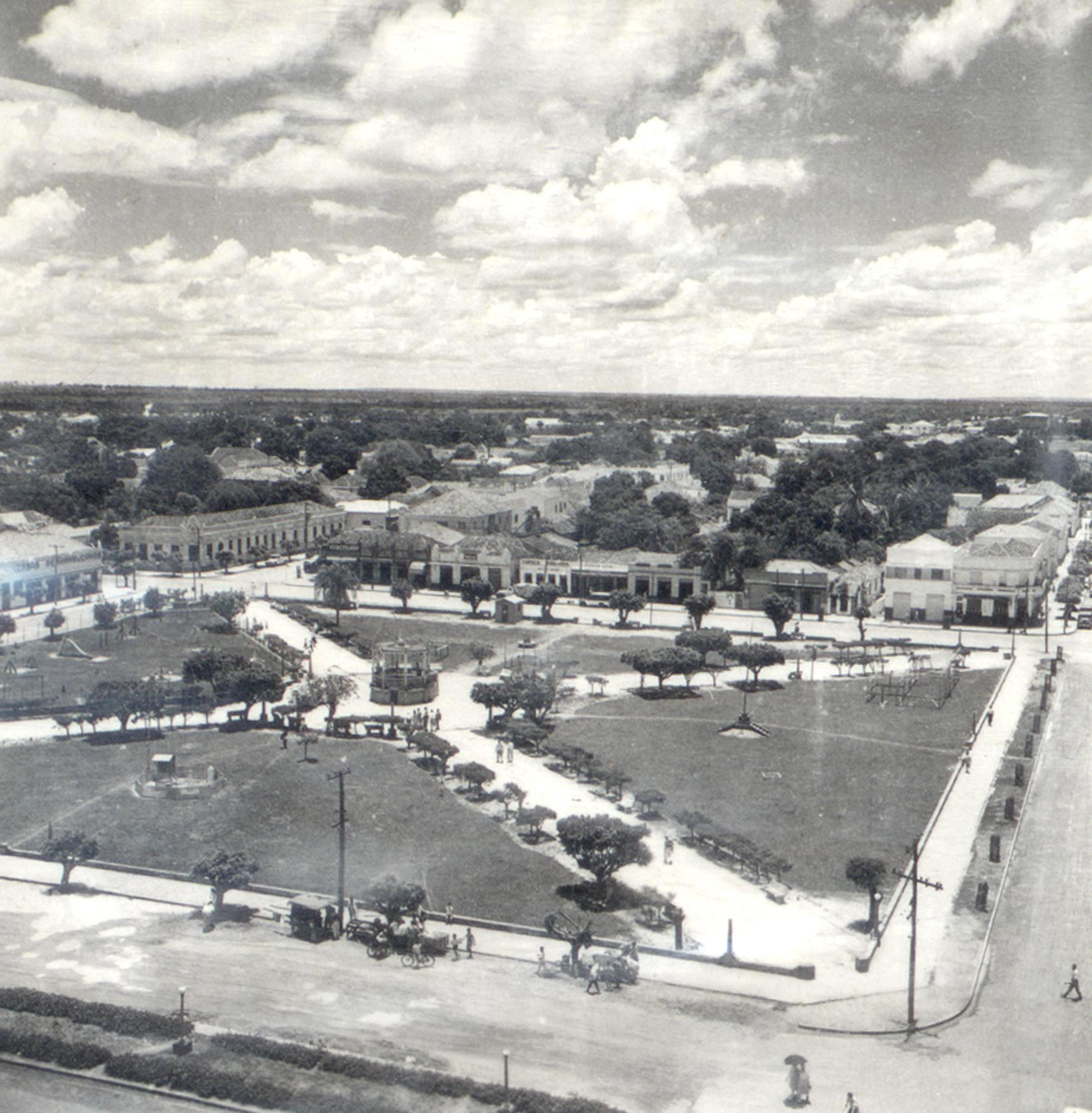
Centro de Três Lagoas em foto de Fares Zaguir. O Hotel Modelo encontra-se no canto superior esquerdo.

Quando Oscar Guimarães foi designado para planejar Três Lagoas, o povoamento já possuía um considerável número de habitantes pioneiros, que, na zona urbana, a um primeiro momento se instalaram às margens da Lagoa Maior e em suas imediações. Além da Lagoa Maior, os outros marcos do local eram as duas outras lagoas, os rios Sucuriú e Paraná, e a linha férrea, que se estendia na direção oeste muito embora a construção da Ponte Francisco de Sá não houvesse sequer sido começada.
Devido à central importância da ferrovia na criação de Três Lagoas, Oscar Guimarães fez da mesma um referencial ao desenhar a cidade. Assim, ruas e avenidas foram planejadas em relação à estação ferroviária em vez da Lagoa Maior, por exemplo. A área que foi priorizada por Oscar Guimarães e que faz parte de seus planos originais, o centro da cidade, apresenta linhas retas, sendo ruas e avenidas, ou paralelas à ferrovia, ou perpendiculares a ela. Tal simetria e racionalidade permitem um deslocamento facilitado no território urbano, uma vez que de qualquer ponto se pode chegar a qualquer outro por diversas combinações de caminhos, em vez de por vias principais. As avenidas (boulevares), portanto, apresentam-se mais como vias-expressas e como elementos embelezadores que como reais necessidades.

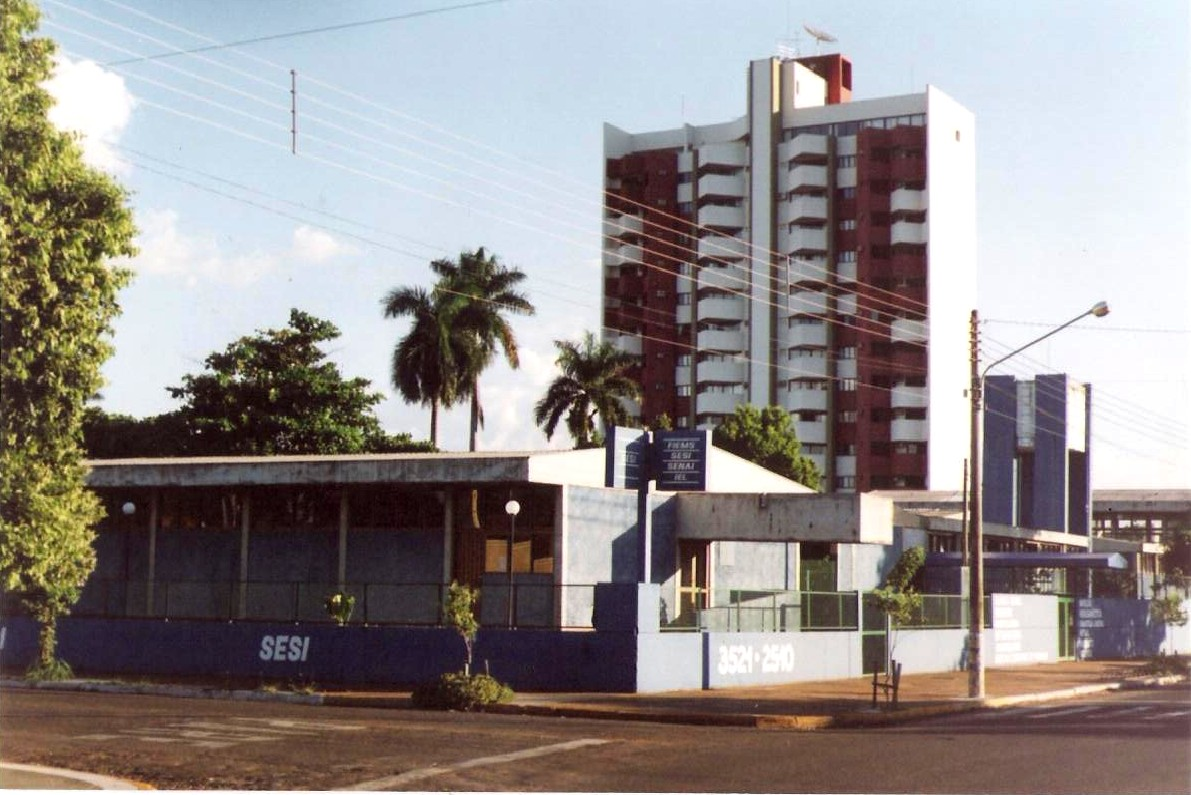
Centro de Três Lagoas

Outros elementos característicos dos projetos de Oscar Guimarães são a falta de vias diagonais - que se fazem presentes somente na parte mais velha da cidade, ao sul da Lagoa Maior-, e uma matemática simetria e constância em se tratando das medidas de cada quarteirão do traçado urbano, de exatos 100m por 100m cada, ou seja, 10000 m² no total.
As avenidas foram desenhadas no estilo dos boulevares franceses, com espaçosos jardins entre as duas vias de tráfego. A primeira avenida, que nasce defronte à estação ferroviária, foi batizada Antônio Trajano, em homenagem ao fundador de Três Lagoas. Nessa mesma avenida, o próprio Antônio Trajano dos Santos construiu a Igreja Santo Antônio, em homenagem ao seu santo de devoção. Do outro lado da avenida, em frente à igreja, foi erguida a Praça da Bandeira. Também foram criadas duas outras avenidas paralelas à avenida Antônio Trajano, uma de cada lado, e, portanto, perpendiculares às linhas do trem, e outras duas paralelas à ferrovia, uma acompanhado o comprimento da mesma e outra mais ao norte, a avenida Capitão Olinto Mancini, que termina na Lagoa Maior.
O projeto de Oscar Guimarães para Três Lagoas encaixa-se no modelo clássico de planejamento urbano, assemelhando-se os conjutos de quarteirões a tabuleiros de xadrez, contornados e ligados entre si por arborizados boulevares.
Abandono do projeto inicial

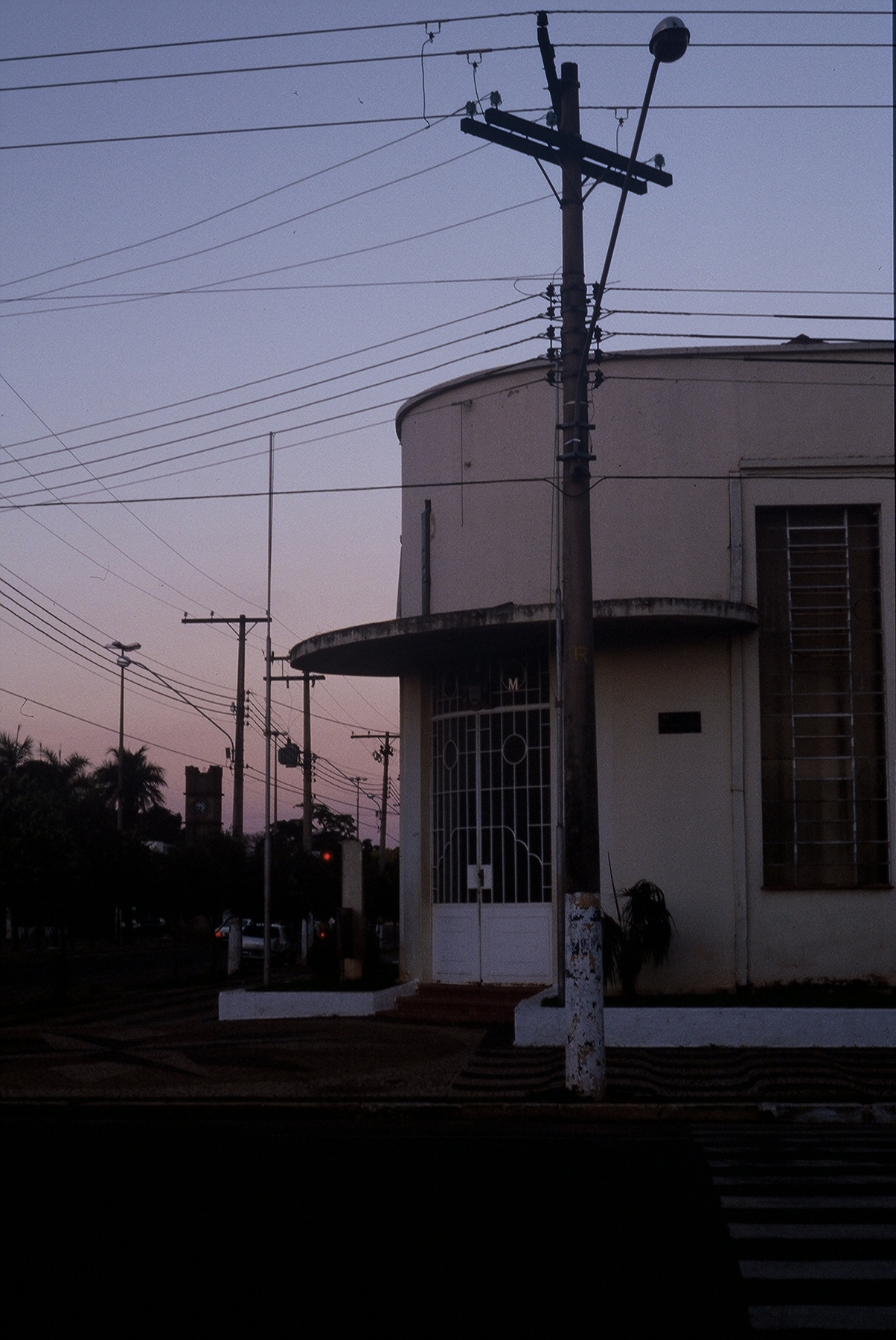
Prefeitura de Três Lagoas, na intersecção das avenidas Antônio Trajano e Rosário Congro.

Muito embora Três Lagoas tenha sido inicialmente projetada para se expandir ao lado norte da ferrovia e a região imediatamente ao sul da estrada de ferro reservada para servir de moradia para os ferroviários e engenheiros da NOB, esse local arborizado, hoje chamado simplesmente de bosque, acabou sendo absorvido pela expansão do aglomerado urbano. Conseqüentemente, somente a região ao norte dos trilhos, incluindo o centro da cidade, pode ser considerada completamente planejada. Nas demais áreas, os traçados urbanos surgiram em resposta à expansão territorial.
O planejamento urbano de Oscar Guimarães também foi pouco atualizado para servir às necessidades geradas pelo crescimento de Três Lagoas. Dos cinco originais boulevares (avenidas) que ligam as diferentes partes da cidade, somente três foram ampliados desde sua criação: as avenidas Capitão Olinto Mancini e Rosário Congro na direção leste e a avenida Filinto Müller na direção sul. Somente um novo boulevar, não presente nos planos originais da cidade, foi criado - a avenida Ranulfo Marques Leal, construída para ligar a Usina Hidrelétrica Engenheiro Sousa Dias às saídas para Campo Grande e Brasilândia. Ademais, o crescimento urbano municipal, embora ocorra em lotes em sua maioria planejados, não foi organizado de forma a permitir que novos boulevares sejam abertos. Só há uma avenida que liga o norte da cidade ao sul da mesma, por exemplo - a única no estilo boulevar em todo o lado sul da linha férrea.
Devido ao fato de Três Lagoas ter crescido de maneira constante, sem grandes explosões populacionais, os planos originais de Oscar Guimarães ainda comportam a população sem grandes problemas. De qualquer maneira, a atual falta de infra-estrutura promete ser comprometedora quando se considera a previsão do crescimento populacional para os próximos anos. Tais assuntos devem ser tratados no novo plano-diretor do município.
Arquitetura

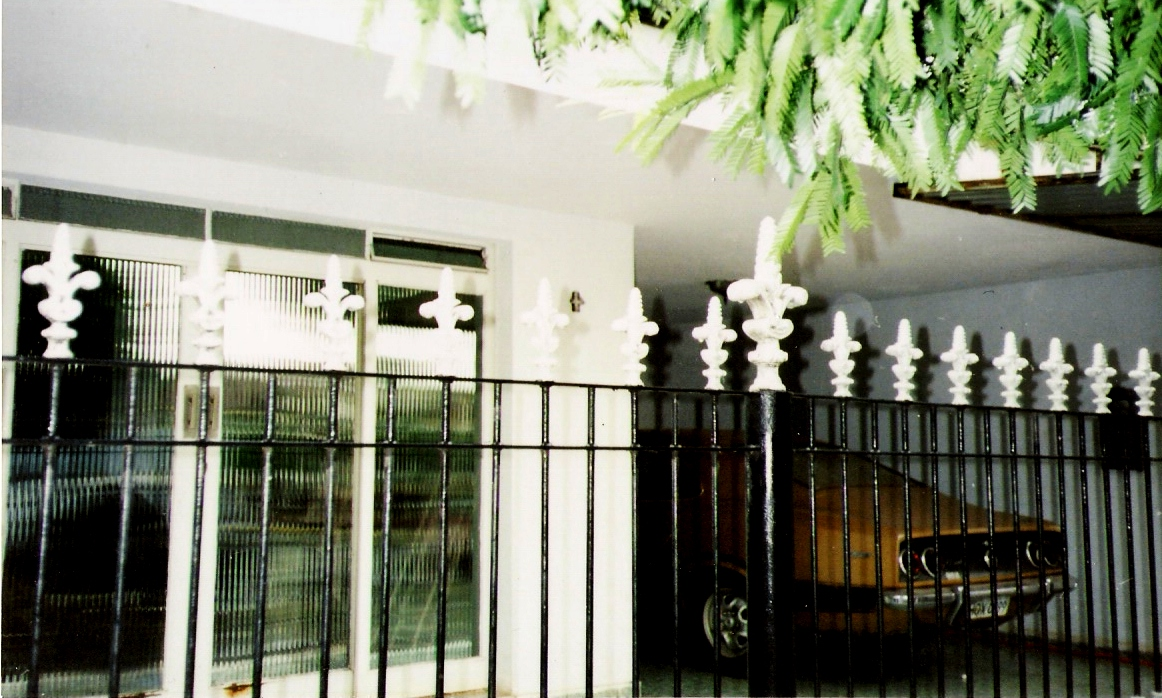
Detalhes arquitetônicos de uma residência: ornamentos neo-góticos, como a Flor-de-lis, coexistem com os traçados modernistas.

Uma vez que foi criada no início do século XX, a mais antiga arquitetura urbana três-lagoense reflete os valores dessa época. Também estão presentes, em alguns prédios do século XIX na zona rural, as influências da arquitetura colonial brasileira. Ao longo de sua história, Três Lagoas ainda recebeu construções de vários outros estilos arquitetônicos, como aart déco e a arquitetura modernista.
Entre os mais antigos prédios urbanos treslagoenses, concentrados no centro da cidade, o estilo de arquitetura que mais se faz presente é o Belas Artes, com seu grande número de ornamentos, simetria e elementos néo-clássicos. De qualquer maneira, mesmo nos momentos iniciais, essa forma de neoclassissismo disputava influência com o pragmatismo da nascente arquitetura modernista.
Esta última já dava seus passos mesmo nos primeiros prédios erguidos durante a construção da Ferrovia Noroeste do Brasil, e não se limitou às propriedades da NOB. Nas décadas seguintes, essa arquitetura funcionalistam, em sua forma mais madura, surgiu em vários pontos da cidade, muitas vezes misturada a outras influências. Há também interessantes intersecções da arquitetura modernista com estilos mais clássicos, como a Art Nouveau, na cidade.

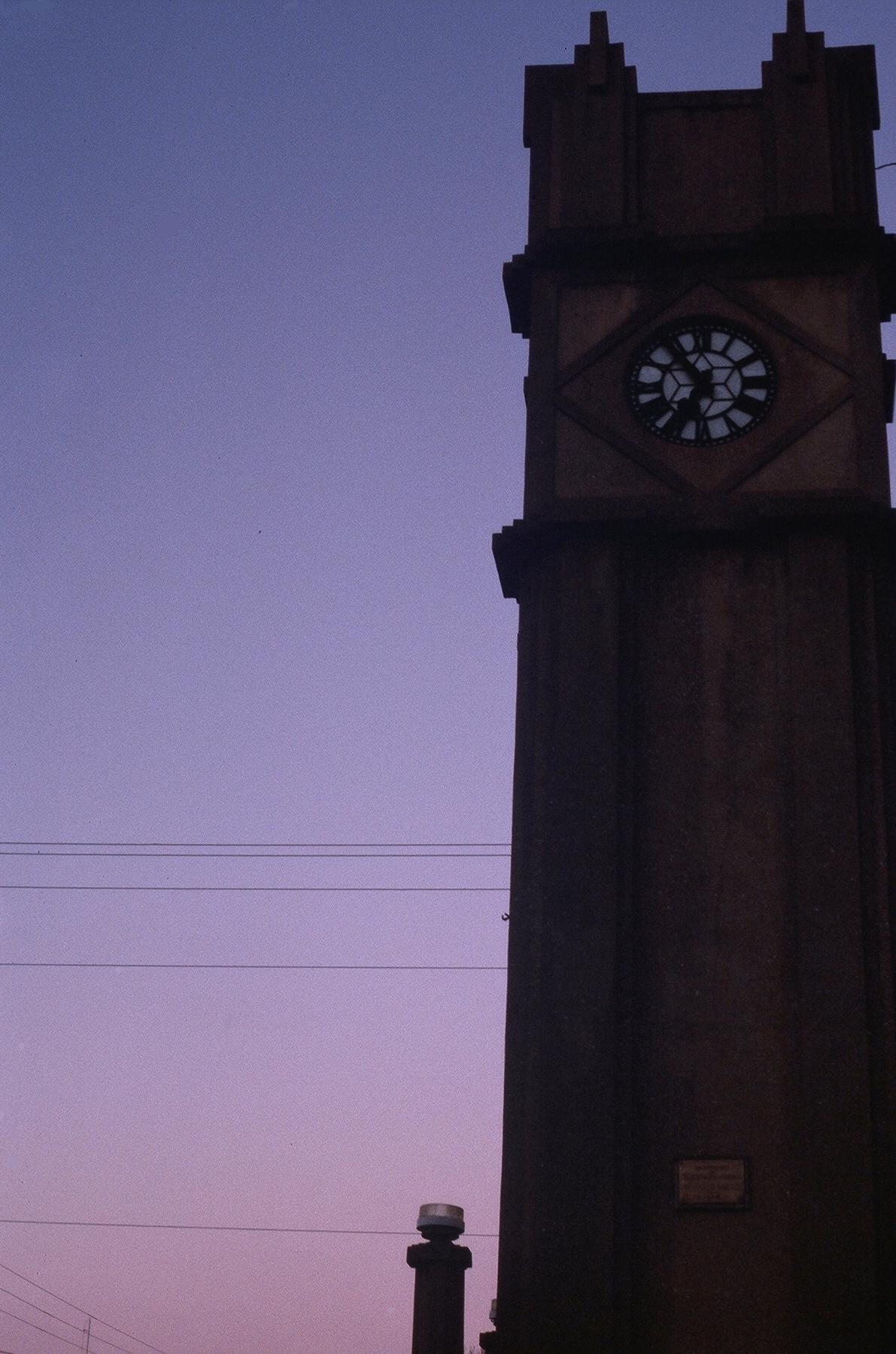
O Relógio Central, construído por Manuel Alves durante o mandato do prefeito Bruno Garcia, exemplo de Art Deco três-lagoense.

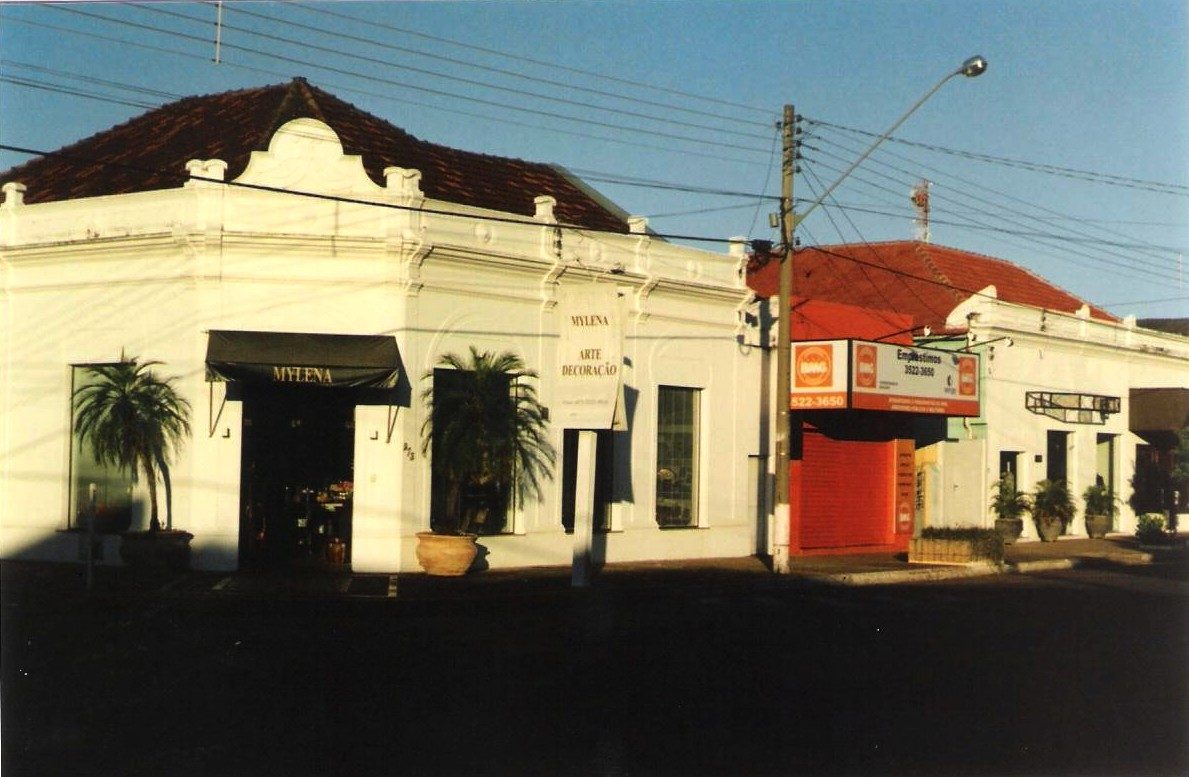
Arquitetura Art Deco é comum no centro.

Outras construções que são interessantes exemplos de estilos arquitetônicos em Três Lagoas são a Igreja de Santo Antônio, o Relógio Central e a Igreja Sagrado Coração de Jesus (Matriz). Construída por Antônio Trajano na década de 1910, a Igreja Santo Antônio apresenta uma eclética mistura de influências. Tanto em termos dos ornamentos exteriores e de suas janelas e portas, quanto de sua planta, com uma nave central cercada por dois estreitos corredores, esta igreja apresenta características da arquitetura românica. Ainda, apresenta finas paredes e vitrais em suas janelas, características da arquitetura gótica. Já seu interior é decorado de forma extravagante, remetendo à arquitetura barroca do estado de origem de Antônio Trajano, Minas Gerais. O Relógio Central, construído em 1936 durante o governo de Bruno Garcia, é, por sua vez, um exemplo de art déco três-lagoense. Foi erguido pelo projetista e construtor trasmontano Manuel Alves. Como ele, há muitos prédios espalhados na cidade, principalmente em sua área central. Finalmente, a Igreja Sagrado Coração de Jesus, com sua massiva estrutura, relembrava a arquitetura românica a uma primeira vista. De qualquer maneira, suas ameias remetiam à arquitetura gótica italiana, assim como sua rosácea é uma característica da Arquitetura Gótica, principalmente francesa. Já o interior desta igreja possuía elementos do primeiro período da arquitetura gótica inglesa, por sua vez influenciada pela arquitetura românica. As esculturas e outros ornamentos da Igreja Sagrado Coração de Jesus, por sua vez, possuem influência cubista.
Nos últimos anos, no entanto, dois são os tipos de arquitetura que têm se feito presentes no urbanismo três-lagoense, ao lado da ainda importante influência da arquitetura modernista. São eles a arquitetura pós-moderna e a ressonância do estilo Mock Tudor. Quanto à Arquitetura Pós-Moderna, nota-se principalmente em prédios comerciais. Já a influência do estilo Mock Tudor, semelhante ao que pode ser encontrado nos subúrbios estadunidenses, é vista em prédios residenciais, principalmente no bairro Colinos.
Preservação histórica
Muito embora vários prédios antigos de Três Lagoas tenham sido tombados como patrimônio histórico, movimento iniciado durante a prefeitura de Lúcio Queirós Moreira, houve um grande número de exemplos da arquitetura três-lagoense que foi destruído, entre eles prédios históricos. O antigo prédio do Hotel Modelo, por exemplo, foi demolido quando se acabara de iniciar o processo de seu tombamento. Já a Igreja Sagrado Coração de Jesus foi descaracterizada e também semidemolida, tendo suas torres sido removidas e todo o seu interior sido modificado. Um processo similar de demolição, promovida pelo poder público, ocorreu com a Praça da Bandeira, descaracterizada não só na sua estrutura física, mas também na sua identidade, uma vez que até seu nome  foi mudado para Praça Senador Ramez Tebet, no ano de 2006.

### Infra-estrutura
Três Lagoas possui no total de 1.907 empresas de serviços, segundo o CAGED. Abaixo dados sobre infra-estrutura de Três Lagoas.
Três Lagoas conta com nota 0.869 em educação de acordo com o PNUD, considerada alta. Dispõe de quarenta e seis escolas de ensino infantil, fundamental e médio (quarenta e cinco na zona urbana e uma na zona rural). Já entre as faculdades e universidades, encontram-se:
- Escola Afonso Pena.UNOPAR - Universidade Norte do Paraná (modalidade EaD)

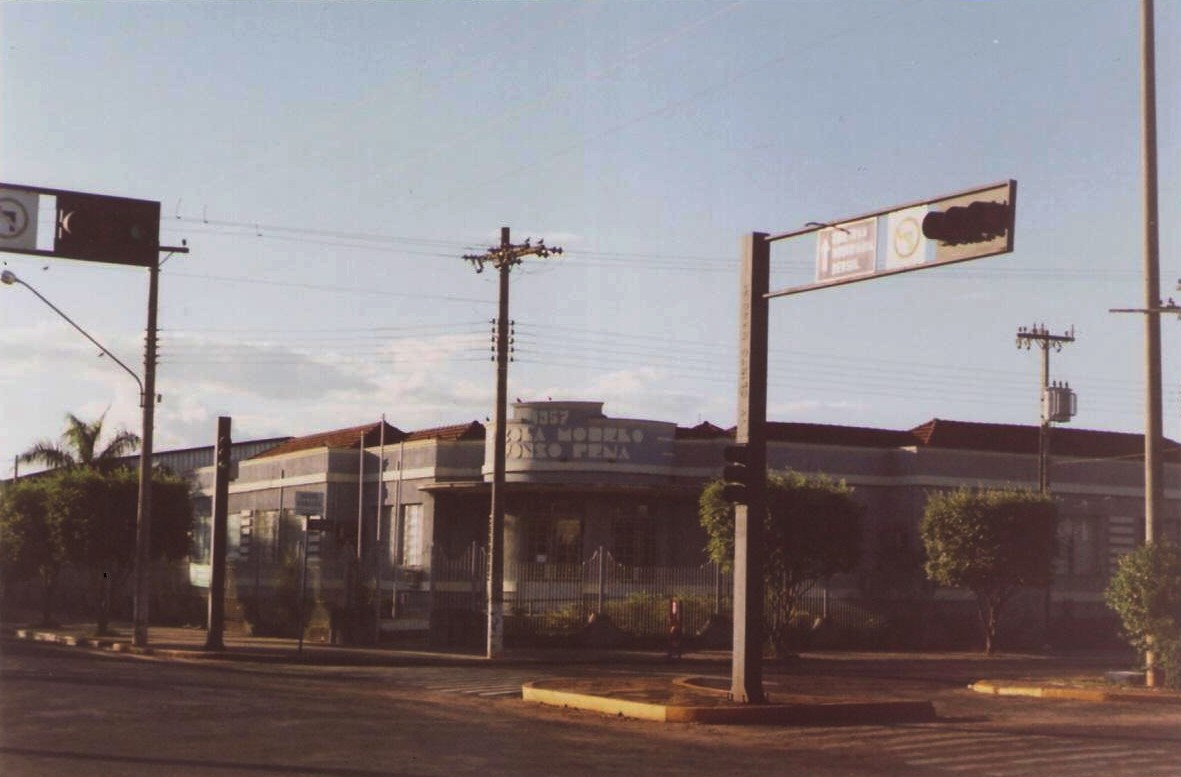
Escola Afonso Pena.

- Universidade Federal de Mato Grosso do Sul - UFMS (há uma discussão em torno da criação da Universidade Federal do Bolsão/UFB);
- Instituto Federal de Mato Grosso do Sul - IFMS;
- Faculdades Integradas de Três Lagoas - AEMS;
- Universidade para o Desenvolvimento do Estado e da Região do Pantanal - UNIDERP. Secretaria de Estado de Educação de Mato Grosso do Sul

A cidade conta ainda com o Atendimento Educacional Especializado (AEE) trabalho este desenvolvido junto à Secretaria Municipal de Educação e Cultura (SEMEC-MS), bem como com profissionais qualificados na área de Educação Especial e Educação Inclusiva.
A Rede Municipal de Ensino de Três Lagoas, em específico, possui treze escolas e dois mil e quinhentos alunos. Já a partir do ano de 2007, as crianças da Educação Infantil e do Ensino Fundamental municipais passarão a estudar com a metodologia do Grupo Positivo, através do SABE (Sistema Aprende Brasil de Ensino). No primeiro trimestre desse mesmo ano, todas as escolas da rede municipal contarão com salas de informática e quadras de esportes cobertas. A prefeitura da cidade oferece, ainda, bolsa de estudos no valor de 80% da mensalidade para professores da cidade que não possuam graduação. Também é provável, em 2007, a vinda de um instituto educacional de pós-graduação para os educadores da cidade. Ainda, sessenta novas vagas precisarão ser preenchidas por professores, em concurso público, nesse ano.
A cidade conta com um número total de 1.308 docentes nos Ensinos Pré-Escolar, Fundamental, Médio e Superior, segundo informações do IBGE para os anos de 2003 e 2004.

#### Meios de comunicação
Dia 1° de Janeiro de 1957 entra em definitivo o primeiro programa de rádio em Três Lagoas na Rádio Difusora 1250 KH AM. Presidente José Lopés. Possui um sistema de comunicação bem desenvolvidos.
Fundado em 2012, já na era moderna o site de notícias Bolsão em Destaque de Três Lagoas aparece como a maior página de rede social da região.

#### Saúde
O município dispõe de 308 leitos, sendo 191 do SUS e 117 privados (3,62 leitos por mil habitantes), além de:

#### Transportes

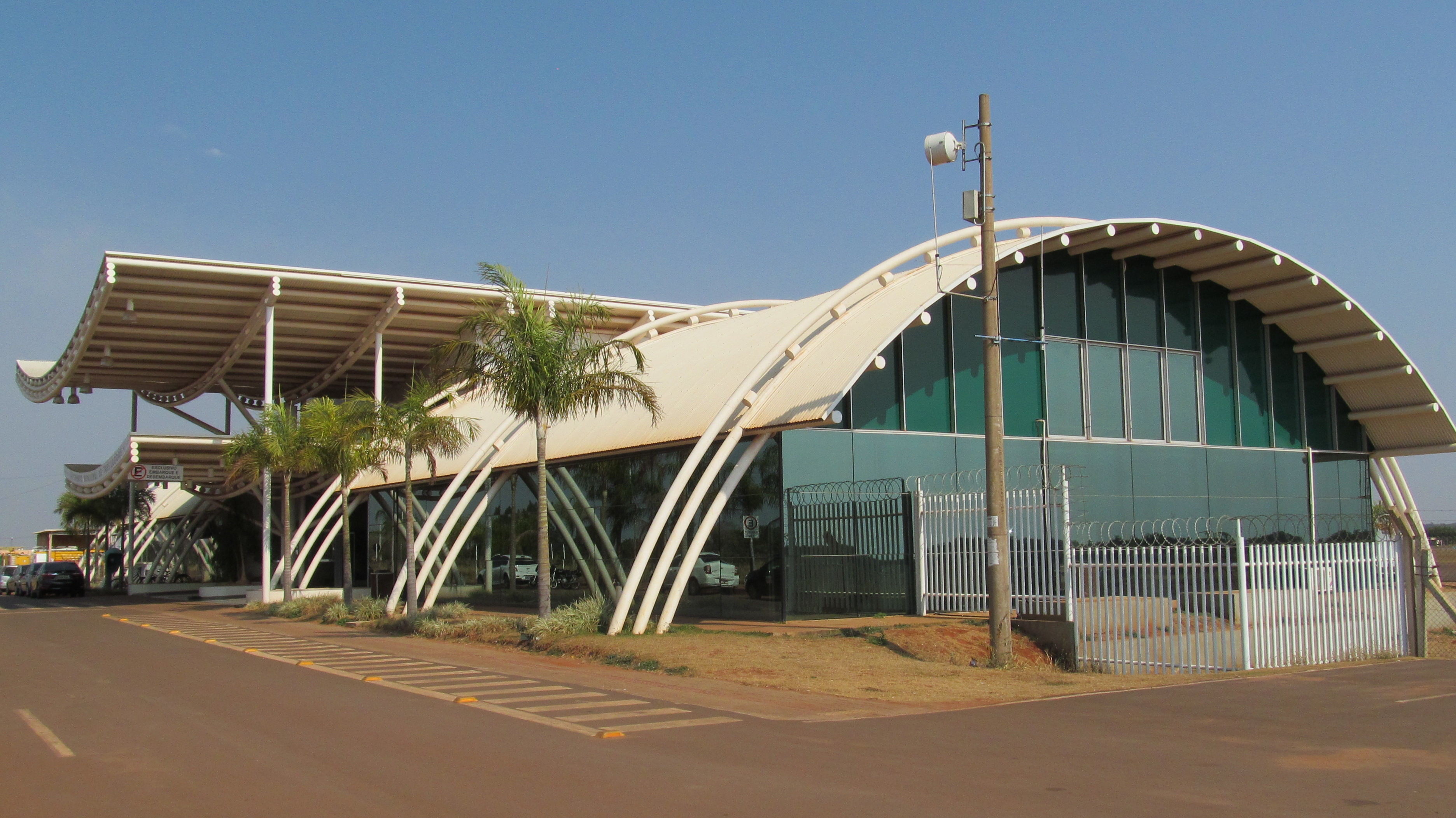
Aeroporto Regional de Três Lagoas.

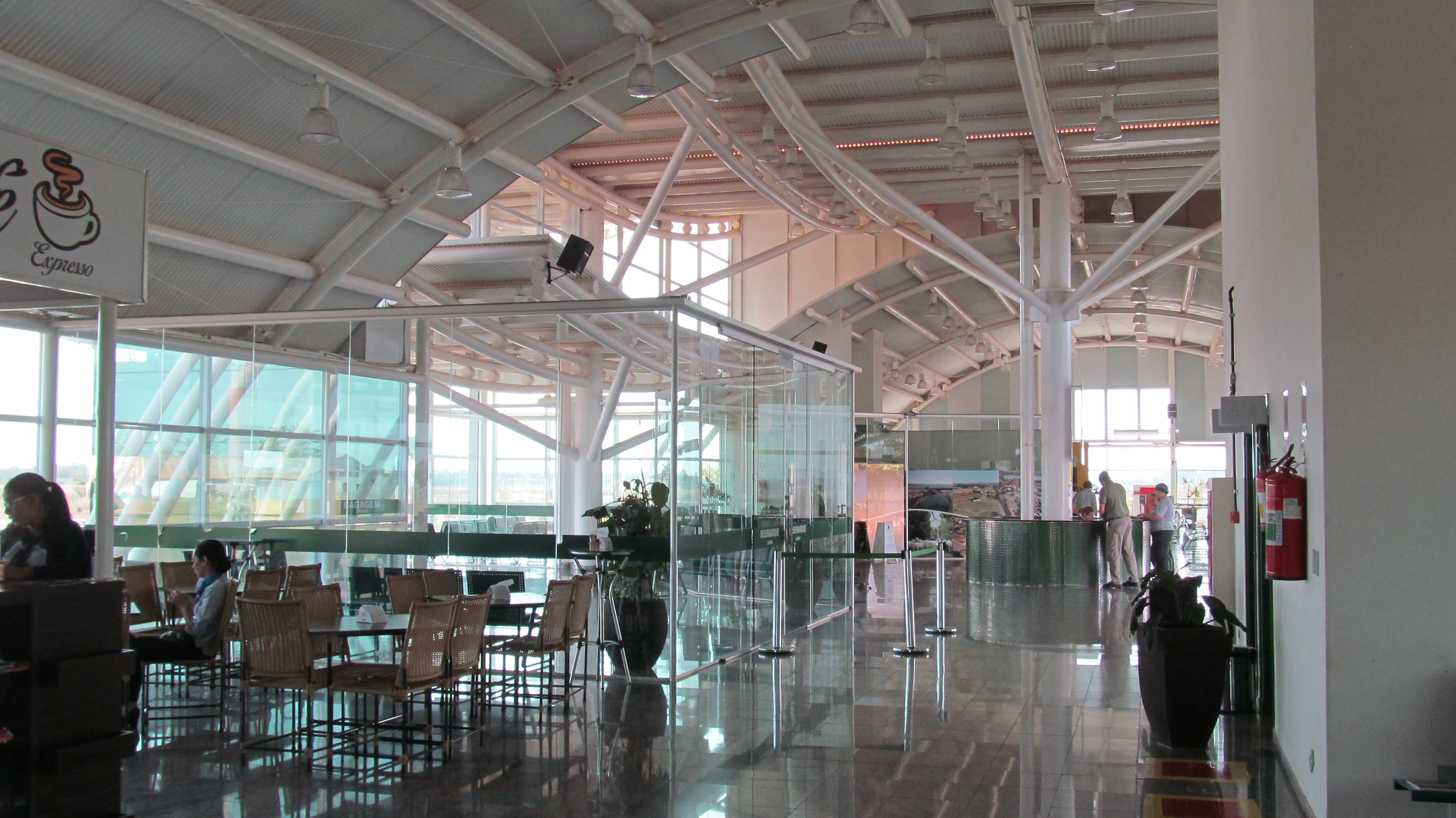
Interior do Aeroporto.

Três Lagoas situa-se em um entroncamento rodoviário, fluvial, aeroviário e ferroviário do Brasil, o que permite fácil deslocamento de toda a sua produção agropecuária e industrial a mercados do Brasil, da América do Sul e de outras regiões do planeta. A frota do município é composta por 25355 veículos, sendo 13575 automóveis e 8763 motocicletas e/ou motonetas. Três Lagoas também possui um sistema de transporte coletivo que tem se expandido.
O município conta com um aeroporto que nos últimos anos tem sido expandido e preparado para voos de maior porte, adaptando-se a normas de segurança e às necessidades de grandes empresas aéreas. Isto se deve principalmente a verbas da PROFAA conseguidas por iniciativa do advogado Nilton Silva Torres e do senador Ramez Tebet junto às autoridades locais, ao Senado e à Agência Nacional de Aviação Civil.
As principais rodovias do município são as BR-158 e BR-262. Três Lagoas possui, desta forma, fácil acesso ao estado e à cidade de São Paulo, à capital sul-matogrossense, Campo Grande, ao oeste do estado de Mato Grosso do Sul e a países como Bolívia, Paraguai e Chile. Também está ligada à cidade de Brasilândia e ao sul de Mato Grosso do Sul e, desta forma, ao Sul do Brasil e à Argentina, através de uma rodovia ao longo do Rio Paraná. Ao norte, tem acesso a municípios como Inocência e Paranaíba e aos estados de Goiás e Mato Grosso.
Finalmente, o transporte férreo fica a cargo da  Linha Tronco da antiga Estrada de Ferro Noroeste do Brasil. Assim como é o caso do transporte rodoviário, Três Lagoas está conectada através da malha ferroviária ao Porto de Santos e ao Chile. Também possui um terminal rodoviário.

## Cultura

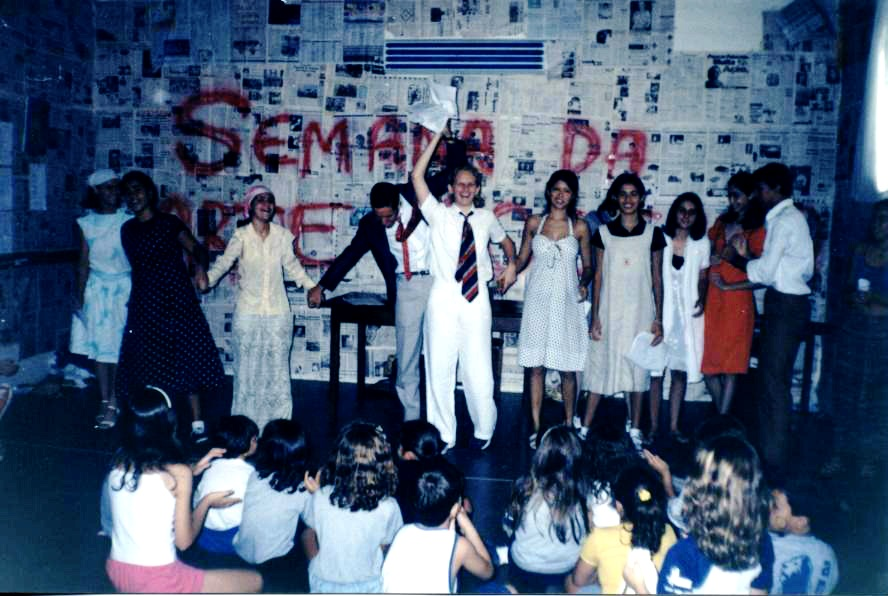
Grupo juvenil de teatro e cinema experimentais na extinta escola Peter Pan.

A cultura três-lagoense é mormente composta de influências originárias dos estados e países de seus povoadores. Entre as principais destas influências estão as culturas baiana, mineira, paulista, gaúcha e de países como Itália, Síria, Líbano, Japão e Paraguai. Sendo sul-matogrossense, ainda, a cidade partilha da cultura, em conotação mais geral, desse estado.
Ademais, apesar de ser Três Lagoas um ambiente urbano, é grande a interação com a zona rural. Os cidadãos residentes na cidade costumam, aos fins de semana, deslocar-se a ranchos e casas de veraneio às margens de rios como o Sucuriú e o Paraná a fim de lazer. Também os moradores da área rural possuem residências na cidade, onde vêm com freqüência. A proximidade do campo é visível em Três Lagoas na facilidade com que se encontra produtos alimentícios frescos, como laticínios, doces, carnes e outros, principalmente na feira semanal organizada por pequenos produtores à avenida Clodoaldo Garcia. De qualquer maneira, a cidade oferece amenidades bastantes de forma que seja também possível ter uma vida completamente urbana.

### Costumes
Entre os costumes mais indicativos da cultura três-lagoense estão eventos como a Festa do Folclore e a exposição agropecuária anual. A cidade também possui uma tradição em rodeios e festas de peões. Por outro lado, a popularidade de festas como Bon Odori aponta para o grau de disseminação  da cultura japonesa na cidade.
Em termos musicais, estilos como forró, chamamé e músicas caipira e sertaneja são apreciados pelos treslagoenses. Entre as gerações mais jovens, há forte infiltração da cultura pop estadunidense. Também é presente a Música Popular Brasileira.
Ainda, um costume característico da cidade é o consumo da bebida tereré (mate gelado) nos fins de tarde, especialmente em grupos jovens.

### Artesanato
Em Três Lagoas, entre o artesanato que pode ser encontrado à venda, entre outros lugares, na Casa do Artesão, encontram-se peças de cerâmica que podem ser pintadas de forma colorida, ou não, muitas vezes representando animais da região e do Pantanal. Estes trabalhos muitas vezes apresentam detalhes em madeiras típicas da região. Também é possível encontrar peças, como vasos, que possuem utilidade mais que puramente decorativa. Artesãos da cidade ainda produzem rendas de alta qualidade e outros tipos de tecelagem, como tapetes feitos de trapos. Isto sem citar peças em tricô e crochê. A tecelagem manual também está presente entre o melhor do artesanato três-lagoense.

### Gastronomia
A gastronomia popular três-lagoense apresenta uma confluência de estilos. Dada a abundância do gado bovino na região, o churrasco é um prato semanal, sempre acompanhado de mandioca, arroz e molho de tomates.
No entanto, tratando-se também de uma região propícia à pesca, o prato considerado típico da cidade é a famosa "tilápia com provolone", constantemente servido nos restaurantes tradicionais da região.
Em termos de doces, são muito produzidos doces de leite, compotas de frutas, geleias, mocotós e outros, além de produtos feitos à base de milho, como curais e pamonhas, estes de influência mineira.
Em se tratando de cozinha internacional, os treslagoenses preparam muitos alimentos de origem árabe, como quibes, tabules e esfirras; japonesa, como o yakisoba; e portuguesa, como o bacalhau com batatas.

### Vida cultural
Três Lagoas, por seu tamanho médio, possui grupos de teatro e até de cinema experimentais que trabalham de maneiras alternativas. No entanto, ainda não há na cidade uma vida noturna que seja muito rica. Entre suas bibliotecas, anfiteatros, auditórios, centros de convenções e cinemas estão:
- Biblioteca Pública Municipal Rosário Congro: é a biblioteca do município, que também possui o Centro Cultural Irene Marques Alexandria;
- Biblioteca da Universidade Federal de Mato Grosso do Sul, aberta ao público;
- Anfiteatro da Associação de Ensino e Cultura de Mato Grosso do Sul, com 100 lugares;
- Anfiteatro da Fundação Universidade Federal de Mato Grosso do Sul - Campus 1, com 390 lugares;
- Auditório do Centro Cultural Irene Marques de Alexandria;
- Centro de Convenções Municipal, com 240 lugares.
- Cine Três Lagoas: possui 1 sala com 200 lugares.
- Uma arena multieventos "Arena MIX" com capacidade para 40 mil pessoas, e pista de motocross.

## Esportes
Devido a suas características, como seu relevo plano e seu planejamento urbanístico, com muitas praças, áreas verdes, ginásios de esportes e estádios, Três Lagoas apresenta boas condições para praticantes de esportes, tendo tido muitos esportistas reconhecidos nacional e internacionalmente. Entre eles, Zequinha Barbosa é o mais destacado. A cidade possui:
Estádios municipais

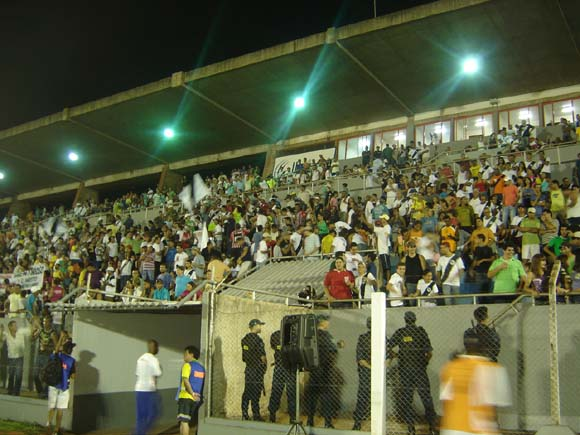
Estádio Benedito Soares Mota em dia de jogo

- Estádio Benedito Soares Mota ou "Madrugadão", possui 10 mil lugares.

Ginásios
- Ginásio Municipal Professora Cacilda Acre Rocha;
- Ginásio poliesportivo da AABB - Associação Atlética Banco do Brasil;
- Ginásio poliesportivo Eduardo Milanez.

Rugby
- Guaicurus Três Lagoas Rugby Clube (GTLRC). Único time de rugby da cidade, fundado em 19 de fevereiro de 2012 conta com aproximadamente 30 atletas somando os times feminino e masculino. Com apenas 6 meses de existência o time foi reconhecido pela Federação Sulmatogrossense de Rugby e já participou de seu primeiro campeonato estadual de XV. Atualmente (novembro/2012)os atletas da equipe estão organizando, juntamente com a Federação Sulmatogrossense de Rugby, o primeiro campeonato estadual de sevens (modalidade do esporte praticada com 7 jogadores de cada lado por dois tempos de 7 minutos - a mesma modalidade que será disputada nos jogos olímpicos de 2016 no Rio de Janeiro).

Times de futebol
- Comercial Esporte Clube;
- Misto Esporte Clube.
- Três Lagoas Futsal

Jogadores Famosos da Cidade
Três Lagoas sempre foi um celeiro de grandes jogadores de Futebol, o mais conhecido atualmente é sem dúvida Leandro Pereira (Leandro Banana) que chegou a vestir a camisa do Palmeiras. Outros jogadores são destaque na cidade tais como Cris Gol, Egydinho, Silvinho, Crystiano (esse considerado por muitos o maior da história da cidade), Julio e Fábio Dias. 

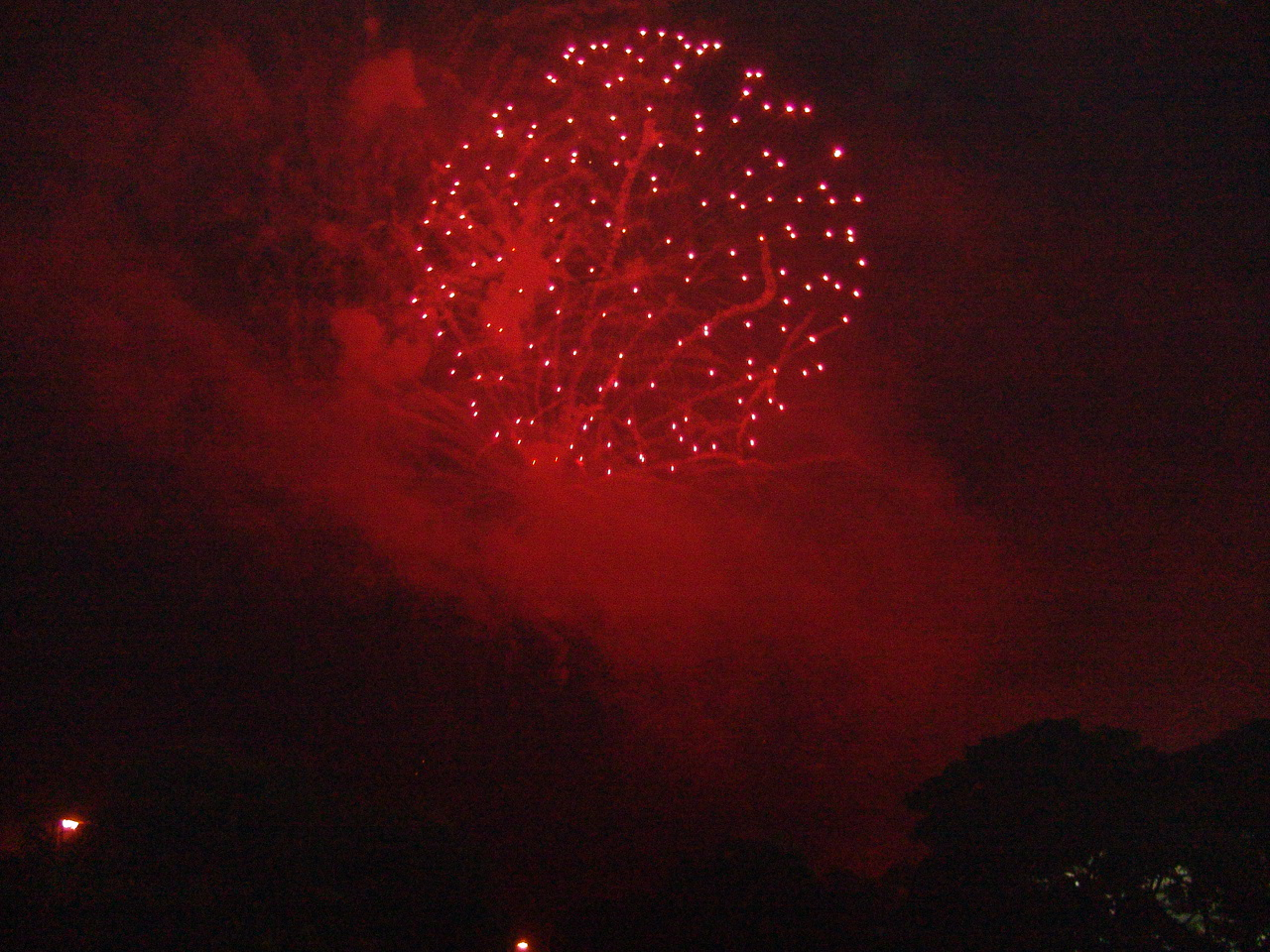
Fogos na Lagoa Maior.

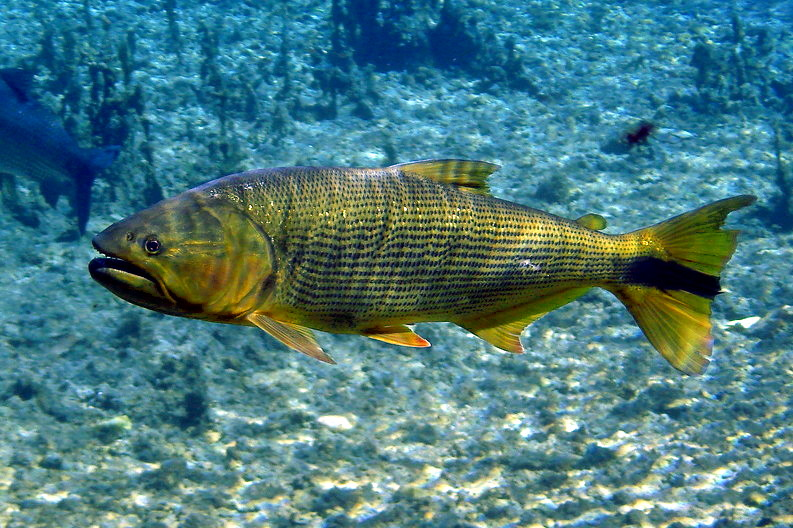
O Dourado (Salminus maxillosus), espécie que tem sofrido com os danos ambientais em Três Lagoas.

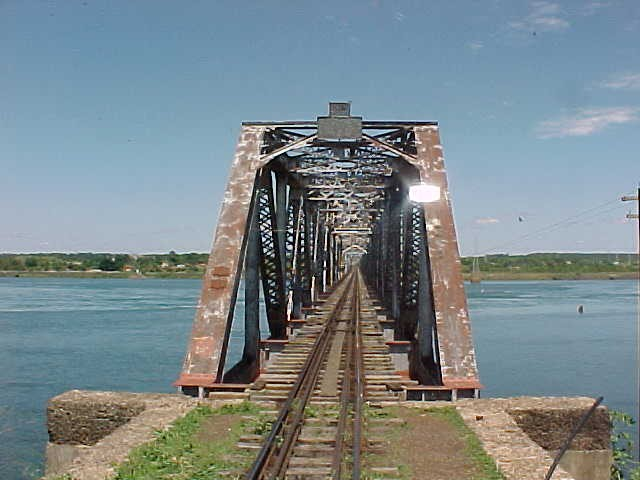
Ponte Francisco de Sá, sobre o Rio Paraná.

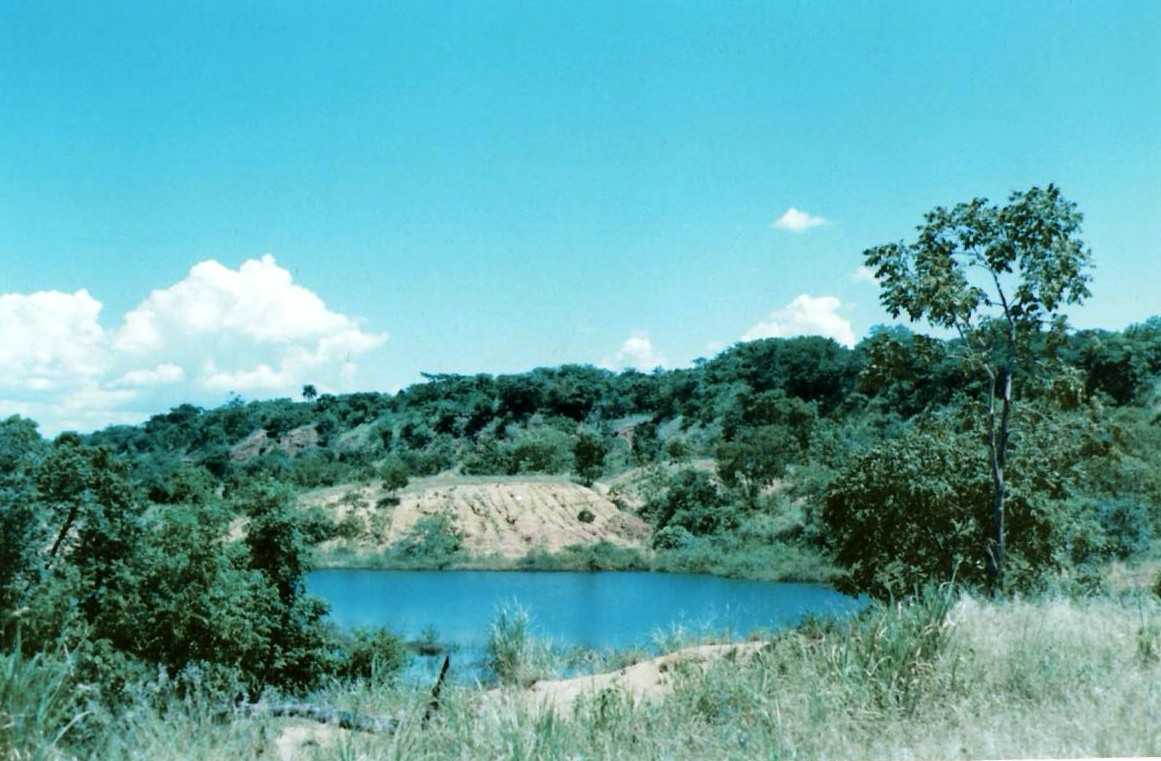
Cascalheira.

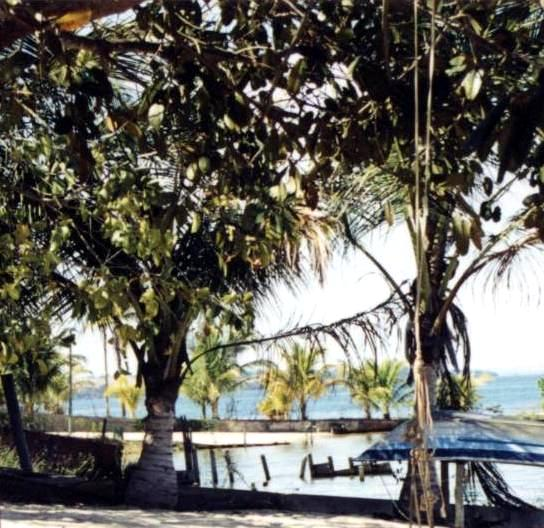
Praia do Rio Sucuriú.

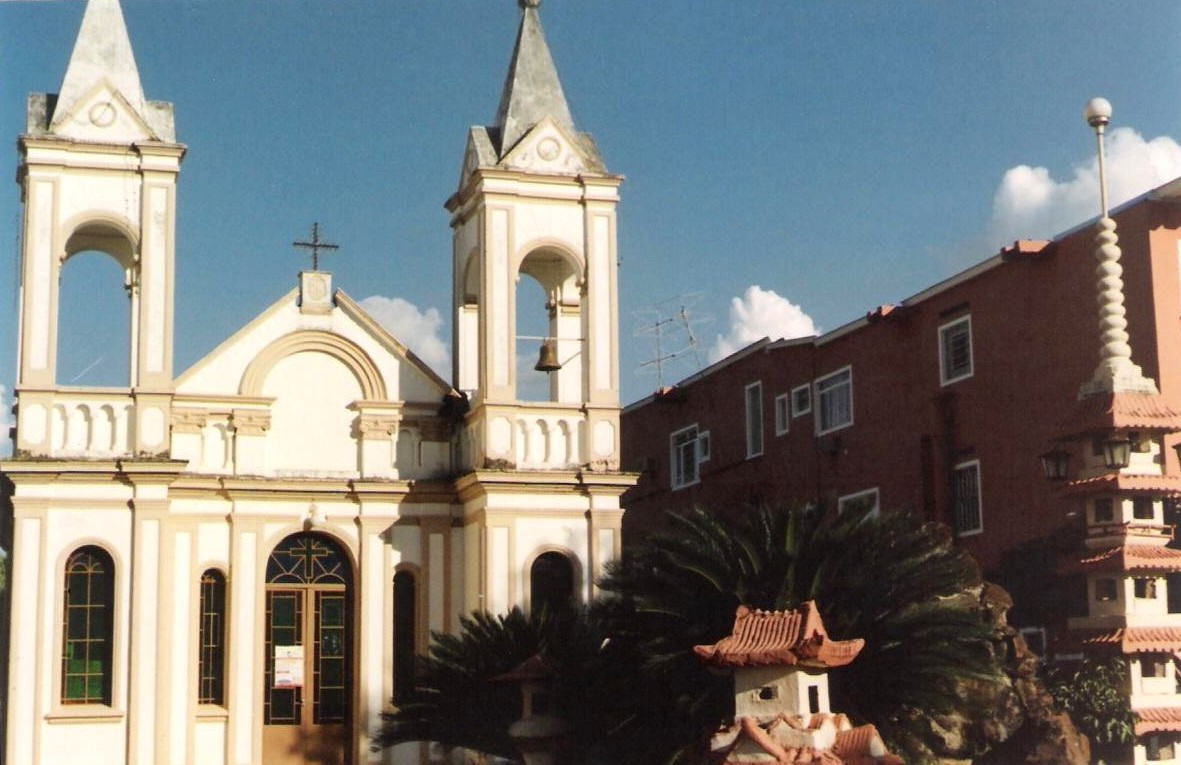
Igreja de Santo Antônio.

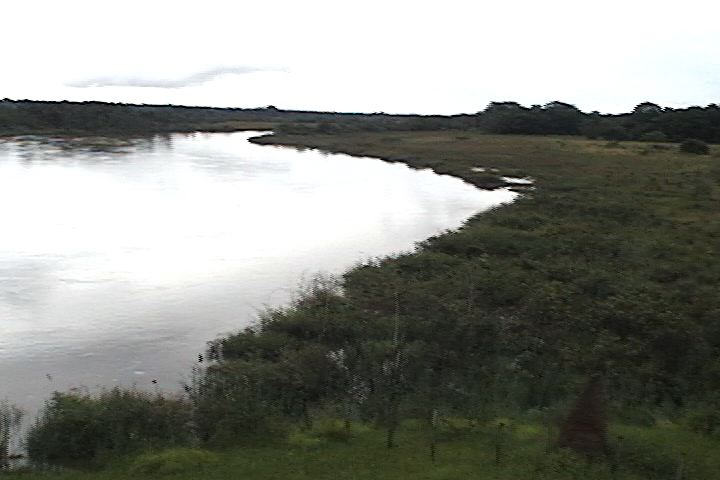
O Rio Verde, afetado pela usina de Porto Primavera.